# Lista de asteroides (387001-388000)
Esta é uma lista parcial de asteroides, do asteroide número 387001 até o 388000, inclusive. Veja também o índice com todas as listas disponíveis.

| Objeto Próximos à Terra | Cinturão de asteroides (interno) | Cinturão de asteroides (externo) | Centauro       |
| Cruzador de Marte       | Cinturão de asteroides (meio)    | Troianos de Júpiter              | Transnetuniano |

Veja mais dados de cada asteroide na ligação externa para o Minor Planet Center na última coluna.
Índice: 387001... 387101... 387201... 387301... 387401... 387501... 387601... 387701... 387801... 387901... 

## 387001–387100
| Designação | Designação | Descoberta  | Descoberta       | Descobridor(es)     | Categoria | Mais informações / Referência |
| Permanente | Provisória | Data        | Local            | Descobridor(es)     | Categoria | Mais informações / Referência |
| ---------- | ---------- | ----------- | ---------------- | ------------------- | --------- | ----------------------------- |
| 387001     | 2012 RJ3   | 25 out 2008 | Catalina         | CSS                 | —         | MPC                           |
| 387002     | 2012 RY5   | 21 nov 2001 | Socorro          | LINEAR              | —         | MPC                           |
| 387003     | 2012 RL6   | 25 fev 2006 | Kitt Peak        | Spacewatch          | —         | MPC                           |
| 387004     | 2012 RD7   | 10 mar 2007 | Mount Lemmon     | Mount Lemmon Survey | —         | MPC                           |
| 387005     | 2012 RY7   | 15 fev 2010 | Mount Lemmon     | Mount Lemmon Survey | —         | MPC                           |
| 387006     | 2012 RH12  | 18 jul 2006 | Siding Spring    | SSS                 | —         | MPC                           |
| 387007     | 2012 RK12  | 7 dez 2005  | Kitt Peak        | Spacewatch          | —         | MPC                           |
| 387008     | 2012 RW12  | 25 out 2008 | Catalina         | CSS                 | —         | MPC                           |
| 387009     | 2012 RX13  | 14 fev 2005 | Kitt Peak        | Spacewatch          | —         | MPC                           |
| 387010     | 2012 RP16  | 8 mar 2006  | Kitt Peak        | Spacewatch          | —         | MPC                           |
| 387011     | 2012 RS17  | 26 mai 2011 | Kitt Peak        | Spacewatch          | —         | MPC                           |
| 387012     | 2012 RR18  | 31 jan 2006 | Mount Lemmon     | Mount Lemmon Survey | —         | MPC                           |
| 387013     | 2012 RB23  | 30 out 2008 | Kitt Peak        | Spacewatch          | —         | MPC                           |
| 387014     | 2012 RH23  | 16 jan 2004 | Kitt Peak        | Spacewatch          | —         | MPC                           |
| 387015     | 2012 RW24  | 10 set 2001 | Socorro          | LINEAR              | —         | MPC                           |
| 387016     | 2012 RB28  | 18 set 2003 | Socorro          | LINEAR              | —         | MPC                           |
| 387017     | 2012 RM33  | 16 set 2003 | Kitt Peak        | Spacewatch          | —         | MPC                           |
| 387018     | 2012 RR33  | 10 mar 2007 | Kitt Peak        | Spacewatch          | —         | MPC                           |
| 387019     | 2012 RO34  | 15 set 2007 | Kitt Peak        | Spacewatch          | —         | MPC                           |
| 387020     | 2012 RZ38  | 30 jun 2008 | Kitt Peak        | Spacewatch          | —         | MPC                           |
| 387021     | 2012 RM41  | 24 fev 2006 | Kitt Peak        | Spacewatch          | —         | MPC                           |
| 387022     | 2012 SS    | 14 fev 2010 | Mount Lemmon     | Mount Lemmon Survey | —         | MPC                           |
| 387023     | 2012 SM3   | 30 set 2006 | Mount Lemmon     | Mount Lemmon Survey | —         | MPC                           |
| 387024     | 2012 SG7   | 12 mar 2005 | Kitt Peak        | Spacewatch          | —         | MPC                           |
| 387025     | 2012 SY7   | 10 set 2007 | Mount Lemmon     | Mount Lemmon Survey | —         | MPC                           |
| 387026     | 2012 SW9   | 24 set 2008 | Catalina         | CSS                 | —         | MPC                           |
| 387027     | 2012 SA10  | 24 out 2008 | Kitt Peak        | Spacewatch          | —         | MPC                           |
| 387028     | 2012 SP10  | 17 out 2010 | Mount Lemmon     | Mount Lemmon Survey | Vesta     | MPC                           |
| 387029     | 2012 SN15  | 31 mar 2003 | Anderson Mesa    | LONEOS              | —         | MPC                           |
| 387030     | 2012 SS15  | 13 jan 2005 | Kitt Peak        | Spacewatch          | —         | MPC                           |
| 387031     | 2012 SP16  | 1 out 2003  | Kitt Peak        | Spacewatch          | —         | MPC                           |
| 387032     | 2012 SG28  | 9 out 2004  | Kitt Peak        | Spacewatch          | —         | MPC                           |
| 387033     | 2012 SO32  | 8 out 2007  | Catalina         | CSS                 | —         | MPC                           |
| 387034     | 2012 SD38  | 1 out 2008  | Mount Lemmon     | Mount Lemmon Survey | —         | MPC                           |
| 387035     | 2012 SS46  | 14 set 1999 | Kitt Peak        | Spacewatch          | —         | MPC                           |
| 387036     | 2012 SU53  | 16 dez 2004 | Kitt Peak        | Spacewatch          | —         | MPC                           |
| 387037     | 2012 SJ54  | 13 nov 2007 | Mount Lemmon     | Mount Lemmon Survey | Ursula    | MPC                           |
| 387038     | 2012 SU57  | 5 set 1999  | Anderson Mesa    | LONEOS              | —         | MPC                           |
| 387039     | 2012 SO64  | 6 nov 2008  | Mount Lemmon     | Mount Lemmon Survey | —         | MPC                           |
| 387040     | 2012 SF66  | 9 out 2007  | Catalina         | CSS                 | —         | MPC                           |
| 387041     | 2012 TF6   | 22 set 2008 | Mount Lemmon     | Mount Lemmon Survey | —         | MPC                           |
| 387042     | 2012 TK7   | 20 dez 2007 | Kitt Peak        | Spacewatch          | —         | MPC                           |
| 387043     | 2012 TS7   | 9 set 2007  | Kitt Peak        | Spacewatch          | Brangane  | MPC                           |
| 387044     | 2012 TV8   | 10 mar 2005 | Mount Lemmon     | Mount Lemmon Survey | —         | MPC                           |
| 387045     | 2012 TO10  | 9 nov 2007  | Kitt Peak        | Spacewatch          | —         | MPC                           |
| 387046     | 2012 TO11  | 15 abr 1997 | Kitt Peak        | Spacewatch          | —         | MPC                           |
| 387047     | 2012 TD16  | 24 mar 2006 | Kitt Peak        | Spacewatch          | —         | MPC                           |
| 387048     | 2012 TH17  | 24 ago 2008 | Kitt Peak        | Spacewatch          | —         | MPC                           |
| 387049     | 2012 TD18  | 23 nov 2009 | Kitt Peak        | Spacewatch          | —         | MPC                           |
| 387050     | 2012 TO19  | 1 dez 2003  | Kitt Peak        | Spacewatch          | —         | MPC                           |
| 387051     | 2012 TU20  | 6 nov 2008  | Kitt Peak        | Spacewatch          | —         | MPC                           |
| 387052     | 2012 TC23  | 18 out 2003 | Kitt Peak        | Spacewatch          | —         | MPC                           |
| 387053     | 2012 TL23  | 2 nov 2008  | Mount Lemmon     | Mount Lemmon Survey | —         | MPC                           |
| 387054     | 2012 TL29  | 24 abr 2006 | Kitt Peak        | Spacewatch          | Themis    | MPC                           |
| 387055     | 2012 TA31  | 11 set 2001 | Kitt Peak        | Spacewatch          | —         | MPC                           |
| 387056     | 2012 TU31  | 27 set 2003 | Kitt Peak        | Spacewatch          | —         | MPC                           |
| 387057     | 2012 TH32  | 11 set 2007 | Mount Lemmon     | Mount Lemmon Survey | Themis    | MPC                           |
| 387058     | 2012 TB37  | 17 mar 2005 | Kitt Peak        | Spacewatch          | Brangane  | MPC                           |
| 387059     | 2012 TX48  | 18 set 2003 | Kitt Peak        | Spacewatch          | —         | MPC                           |
| 387060     | 2012 TH49  | 9 mar 1997  | Kitt Peak        | Spacewatch          | —         | MPC                           |
| 387061     | 2012 TN50  | 14 set 2007 | Mount Lemmon     | Mount Lemmon Survey | —         | MPC                           |
| 387062     | 2012 TQ54  | 29 out 2008 | Kitt Peak        | Spacewatch          | —         | MPC                           |
| 387063     | 2012 TV54  | 11 dez 2004 | Campo Imperatore | CINEOS              | —         | MPC                           |
| 387064     | 2012 TE55  | 19 set 2001 | Socorro          | LINEAR              | —         | MPC                           |
| 387065     | 2012 TZ55  | 21 ago 2007 | Anderson Mesa    | LONEOS              | —         | MPC                           |
| 387066     | 2012 TO59  | 15 mar 2007 | Mount Lemmon     | Mount Lemmon Survey | —         | MPC                           |
| 387067     | 2012 TC71  | 9 fev 2005  | Mount Lemmon     | Mount Lemmon Survey | —         | MPC                           |
| 387068     | 2012 TT71  | 10 ago 2007 | Kitt Peak        | Spacewatch          | —         | MPC                           |
| 387069     | 2012 TO73  | 20 out 2008 | Kitt Peak        | Spacewatch          | —         | MPC                           |
| 387070     | 2012 TZ81  | 1 out 2003  | Kitt Peak        | Spacewatch          | —         | MPC                           |
| 387071     | 2012 TA85  | 10 ago 2007 | Kitt Peak        | Spacewatch          | —         | MPC                           |
| 387072     | 2012 TL86  | 10 set 2007 | Mount Lemmon     | Mount Lemmon Survey | —         | MPC                           |
| 387073     | 2012 TY87  | 27 out 2008 | Kitt Peak        | Spacewatch          | —         | MPC                           |
| 387074     | 2012 TF90  | 7 set 2004  | Kitt Peak        | Spacewatch          | —         | MPC                           |
| 387075     | 2012 TX90  | 25 out 2008 | Mount Lemmon     | Mount Lemmon Survey | —         | MPC                           |
| 387076     | 2012 TX91  | 15 out 2007 | Mount Lemmon     | Mount Lemmon Survey | —         | MPC                           |
| 387077     | 2012 TU92  | 17 nov 2009 | Kitt Peak        | Spacewatch          | —         | MPC                           |
| 387078     | 2012 TZ94  | 21 jan 1996 | Kitt Peak        | Spacewatch          | —         | MPC                           |
| 387079     | 2012 TM95  | 4 set 2008  | Kitt Peak        | Spacewatch          | —         | MPC                           |
| 387080     | 2012 TA96  | 11 set 2007 | Kitt Peak        | Spacewatch          | —         | MPC                           |
| 387081     | 2012 TD96  | 21 out 2003 | Kitt Peak        | Spacewatch          | —         | MPC                           |
| 387082     | 2012 TJ97  | 20 set 2001 | Kitt Peak        | Spacewatch          | —         | MPC                           |
| 387083     | 2012 TL97  | 1 out 2003  | Kitt Peak        | Spacewatch          | —         | MPC                           |
| 387084     | 2012 TJ98  | 19 nov 2003 | Kitt Peak        | Spacewatch          | —         | MPC                           |
| 387085     | 2012 TN99  | 17 set 2006 | Anderson Mesa    | LONEOS              | —         | MPC                           |
| 387086     | 2012 TP101 | 23 out 2003 | Kitt Peak        | Spacewatch          | —         | MPC                           |
| 387087     | 2012 TL103 | 19 jan 2005 | Kitt Peak        | Spacewatch          | —         | MPC                           |
| 387088     | 2012 TB105 | 9 mar 2005  | Mount Lemmon     | Mount Lemmon Survey | —         | MPC                           |
| 387089     | 2012 TF108 | 19 out 2003 | Kitt Peak        | Spacewatch          | —         | MPC                           |
| 387090     | 2012 TZ109 | 23 set 1995 | Kitt Peak        | Spacewatch          | —         | MPC                           |
| 387091     | 2012 TS110 | 1 mai 2006  | Kitt Peak        | Spacewatch          | —         | MPC                           |
| 387092     | 2012 TW115 | 1 nov 2008  | Mount Lemmon     | Mount Lemmon Survey | —         | MPC                           |
| 387093     | 2012 TR123 | 14 fev 2005 | Kitt Peak        | Spacewatch          | —         | MPC                           |
| 387094     | 2012 TF126 | 20 dez 2004 | Mount Lemmon     | Mount Lemmon Survey | —         | MPC                           |
| 387095     | 2012 TZ126 | 16 dez 2004 | Anderson Mesa    | LONEOS              | —         | MPC                           |
| 387096     | 2012 TE127 | 17 set 2003 | Kitt Peak        | Spacewatch          | —         | MPC                           |
| 387097     | 2012 TH128 | 15 jun 2007 | Kitt Peak        | Spacewatch          | —         | MPC                           |
| 387098     | 2012 TX128 | 15 nov 2003 | Kitt Peak        | Spacewatch          | —         | MPC                           |
| 387099     | 2012 TM131 | 29 ago 2006 | Kitt Peak        | Spacewatch          | —         | MPC                           |
| 387100     | 2012 TN133 | 15 mar 2004 | Socorro          | LINEAR              | —         | MPC                           |

## 387101–387200
| Designação | Designação | Descoberta  | Descoberta    | Descobridor(es)     | Categoria | Mais informações / Referência |
| Permanente | Provisória | Data        | Local         | Descobridor(es)     | Categoria | Mais informações / Referência |
| ---------- | ---------- | ----------- | ------------- | ------------------- | --------- | ----------------------------- |
| 387101     | 2012 TE134 | 22 abr 2007 | Kitt Peak     | Spacewatch          | —         | MPC                           |
| 387102     | 2012 TR135 | 12 set 2007 | Kitt Peak     | Spacewatch          | —         | MPC                           |
| 387103     | 2012 TS138 | 19 set 2003 | Kitt Peak     | Spacewatch          | —         | MPC                           |
| 387104     | 2012 TW138 | 19 set 2001 | Socorro       | LINEAR              | —         | MPC                           |
| 387105     | 2012 TQ142 | 17 ago 1999 | Kitt Peak     | Spacewatch          | —         | MPC                           |
| 387106     | 2012 TW143 | 7 set 2004  | Kitt Peak     | Spacewatch          | —         | MPC                           |
| 387107     | 2012 TC150 | 23 ago 2007 | Kitt Peak     | Spacewatch          | —         | MPC                           |
| 387108     | 2012 TE150 | 28 set 2006 | Kitt Peak     | Spacewatch          | —         | MPC                           |
| 387109     | 2012 TM151 | 5 set 1996  | Kitt Peak     | Spacewatch          | —         | MPC                           |
| 387110     | 2012 TW152 | 10 set 2007 | Kitt Peak     | Spacewatch          | —         | MPC                           |
| 387111     | 2012 TT153 | 23 nov 2008 | Kitt Peak     | Spacewatch          | —         | MPC                           |
| 387112     | 2012 TW153 | 9 mar 2005  | Mount Lemmon  | Mount Lemmon Survey | —         | MPC                           |
| 387113     | 2012 TP155 | 9 abr 2005  | Mount Lemmon  | Mount Lemmon Survey | Themis    | MPC                           |
| 387114     | 2012 TB161 | 1 nov 2008  | Mount Lemmon  | Mount Lemmon Survey | —         | MPC                           |
| 387115     | 2012 TF166 | 4 mai 2006  | Kitt Peak     | Spacewatch          | —         | MPC                           |
| 387116     | 2012 TF167 | 19 dez 2004 | Mount Lemmon  | Mount Lemmon Survey | —         | MPC                           |
| 387117     | 2012 TF168 | 19 ago 2006 | Kitt Peak     | Spacewatch          | —         | MPC                           |
| 387118     | 2012 TN168 | 8 nov 2008  | Mount Lemmon  | Mount Lemmon Survey | —         | MPC                           |
| 387119     | 2012 TO168 | 6 fev 1997  | Kitt Peak     | Spacewatch          | —         | MPC                           |
| 387120     | 2012 TB169 | 18 set 2006 | Catalina      | CSS                 | —         | MPC                           |
| 387121     | 2012 TN175 | 3 fev 2000  | Kitt Peak     | Spacewatch          | —         | MPC                           |
| 387122     | 2012 TG179 | 10 set 2004 | Socorro       | LINEAR              | —         | MPC                           |
| 387123     | 2012 TK183 | 13 abr 2004 | Kitt Peak     | Spacewatch          | Ursula    | MPC                           |
| 387124     | 2012 TC184 | 6 abr 2005  | Kitt Peak     | Spacewatch          | —         | MPC                           |
| 387125     | 2012 TK184 | 27 out 2003 | Kitt Peak     | Spacewatch          | —         | MPC                           |
| 387126     | 2012 TQ184 | 8 nov 2007  | Mount Lemmon  | Mount Lemmon Survey | —         | MPC                           |
| 387127     | 2012 TQ186 | 14 nov 2007 | Kitt Peak     | Spacewatch          | —         | MPC                           |
| 387128     | 2012 TA190 | 11 dez 2001 | Socorro       | LINEAR              | —         | MPC                           |
| 387129     | 2012 TF190 | 27 set 2003 | Kitt Peak     | Spacewatch          | —         | MPC                           |
| 387130     | 2012 TT190 | 16 jan 2009 | Mount Lemmon  | Mount Lemmon Survey | —         | MPC                           |
| 387131     | 2012 TX191 | 31 jul 2008 | Kitt Peak     | Spacewatch          | —         | MPC                           |
| 387132     | 2012 TB194 | 5 dez 2005  | Kitt Peak     | Spacewatch          | Mitidika  | MPC                           |
| 387133     | 2012 TV194 | 19 nov 2007 | Kitt Peak     | Spacewatch          | —         | MPC                           |
| 387134     | 2012 TE195 | 24 mar 2006 | Mount Lemmon  | Mount Lemmon Survey | —         | MPC                           |
| 387135     | 2012 TC196 | 8 jan 2006  | Mount Lemmon  | Mount Lemmon Survey | —         | MPC                           |
| 387136     | 2012 TF198 | 2 out 2003  | Kitt Peak     | Spacewatch          | —         | MPC                           |
| 387137     | 2012 TB199 | 12 abr 2004 | Kitt Peak     | Spacewatch          | —         | MPC                           |
| 387138     | 2012 TM199 | 9 out 2007  | Mount Lemmon  | Mount Lemmon Survey | —         | MPC                           |
| 387139     | 2012 TS199 | 20 nov 2003 | Kitt Peak     | Spacewatch          | —         | MPC                           |
| 387140     | 2012 TZ199 | 20 nov 2001 | Socorro       | LINEAR              | —         | MPC                           |
| 387141     | 2012 TD201 | 22 out 2003 | Kitt Peak     | Spacewatch          | —         | MPC                           |
| 387142     | 2012 TJ205 | 29 dez 2008 | Mount Lemmon  | Mount Lemmon Survey | Maria     | MPC                           |
| 387143     | 2012 TG207 | 1 out 2003  | Kitt Peak     | Spacewatch          | —         | MPC                           |
| 387144     | 2012 TZ209 | 14 fev 2005 | Catalina      | CSS                 | —         | MPC                           |
| 387145     | 2012 TD214 | 29 abr 2000 | Socorro       | LINEAR              | —         | MPC                           |
| 387146     | 2012 TL216 | 10 nov 2004 | Kitt Peak     | Spacewatch          | —         | MPC                           |
| 387147     | 2012 TP220 | 10 set 2007 | Kitt Peak     | Spacewatch          | Maria     | MPC                           |
| 387148     | 2012 TK223 | 8 nov 2008  | Mount Lemmon  | Mount Lemmon Survey | —         | MPC                           |
| 387149     | 2012 TV225 | 8 nov 2008  | Kitt Peak     | Spacewatch          | —         | MPC                           |
| 387150     | 2012 TA232 | 21 abr 2003 | Kitt Peak     | Spacewatch          | —         | MPC                           |
| 387151     | 2012 TS232 | 16 out 2003 | Anderson Mesa | LONEOS              | —         | MPC                           |
| 387152     | 2012 TF233 | 2 nov 2008  | Mount Lemmon  | Mount Lemmon Survey | —         | MPC                           |
| 387153     | 2012 TP233 | 23 jan 2006 | Kitt Peak     | Spacewatch          | —         | MPC                           |
| 387154     | 2012 TS234 | 18 dez 2004 | Mount Lemmon  | Mount Lemmon Survey | —         | MPC                           |
| 387155     | 2012 TK235 | 16 jan 2005 | Kitt Peak     | Spacewatch          | —         | MPC                           |
| 387156     | 2012 TR240 | 1 dez 2005  | Kitt Peak     | Spacewatch          | —         | MPC                           |
| 387157     | 2012 TS240 | 20 out 2003 | Kitt Peak     | Spacewatch          | —         | MPC                           |
| 387158     | 2012 TB242 | 4 fev 2005  | Kitt Peak     | Spacewatch          | Themis    | MPC                           |
| 387159     | 2012 TJ242 | 21 set 2008 | Kitt Peak     | Spacewatch          | —         | MPC                           |
| 387160     | 2012 TX242 | 8 mar 2005  | Mount Lemmon  | Mount Lemmon Survey | —         | MPC                           |
| 387161     | 2012 TY243 | 20 nov 2001 | Socorro       | LINEAR              | Ursula    | MPC                           |
| 387162     | 2012 TN244 | 25 fev 2007 | Mount Lemmon  | Mount Lemmon Survey | —         | MPC                           |
| 387163     | 2012 TE245 | 14 set 2012 | Catalina      | CSS                 | —         | MPC                           |
| 387164     | 2012 TR245 | 27 mar 2004 | Kitt Peak     | Spacewatch          | —         | MPC                           |
| 387165     | 2012 TN247 | 15 set 2006 | Kitt Peak     | Spacewatch          | Brangane  | MPC                           |
| 387166     | 2012 TZ249 | 27 jan 2000 | Kitt Peak     | Spacewatch          | —         | MPC                           |
| 387167     | 2012 TD251 | 19 nov 2007 | Kitt Peak     | Spacewatch          | —         | MPC                           |
| 387168     | 2012 TL254 | 3 fev 2009  | Mount Lemmon  | Mount Lemmon Survey | Brangane  | MPC                           |
| 387169     | 2012 TO255 | 22 out 2008 | Kitt Peak     | Spacewatch          | —         | MPC                           |
| 387170     | 2012 TW256 | 30 out 2005 | Mount Lemmon  | Mount Lemmon Survey | —         | MPC                           |
| 387171     | 2012 TZ256 | 12 mai 2004 | Anderson Mesa | LONEOS              | —         | MPC                           |
| 387172     | 2012 TE257 | 15 fev 2010 | WISE          | WISE                | —         | MPC                           |
| 387173     | 2012 TG257 | 30 jan 2009 | Kitt Peak     | Spacewatch          | Brangane  | MPC                           |
| 387174     | 2012 TU257 | 20 dez 2007 | Kitt Peak     | Spacewatch          | —         | MPC                           |
| 387175     | 2012 TV259 | 8 fev 2010  | Kitt Peak     | Spacewatch          | —         | MPC                           |
| 387176     | 2012 TX260 | 30 dez 2000 | Kitt Peak     | Spacewatch          | —         | MPC                           |
| 387177     | 2012 TY262 | 21 dez 2008 | Mount Lemmon  | Mount Lemmon Survey | —         | MPC                           |
| 387178     | 2012 TJ264 | 15 out 2007 | Kitt Peak     | Spacewatch          | —         | MPC                           |
| 387179     | 2012 TU264 | 9 mar 2005  | Mount Lemmon  | Mount Lemmon Survey | Eos       | MPC                           |
| 387180     | 2012 TD267 | 13 set 2007 | Mount Lemmon  | Mount Lemmon Survey | —         | MPC                           |
| 387181     | 2012 TJ272 | 27 set 2003 | Kitt Peak     | Spacewatch          | —         | MPC                           |
| 387182     | 2012 TH274 | 13 mar 2007 | Kitt Peak     | Spacewatch          | —         | MPC                           |
| 387183     | 2012 TJ274 | 3 mar 2005  | Kitt Peak     | Spacewatch          | —         | MPC                           |
| 387184     | 2012 TN275 | 19 fev 2009 | Kitt Peak     | Spacewatch          | —         | MPC                           |
| 387185     | 2012 TD278 | 28 ago 2006 | Kitt Peak     | Spacewatch          | —         | MPC                           |
| 387186     | 2012 TD281 | 10 set 2007 | Kitt Peak     | Spacewatch          | —         | MPC                           |
| 387187     | 2012 TD285 | 14 set 2007 | Kitt Peak     | Spacewatch          | —         | MPC                           |
| 387188     | 2012 TJ285 | 19 nov 2007 | Mount Lemmon  | Mount Lemmon Survey | —         | MPC                           |
| 387189     | 2012 TV285 | 1 mar 2009  | Kitt Peak     | Spacewatch          | —         | MPC                           |
| 387190     | 2012 TF286 | 31 mai 1997 | Kitt Peak     | Spacewatch          | —         | MPC                           |
| 387191     | 2012 TK286 | 26 set 1995 | Kitt Peak     | Spacewatch          | —         | MPC                           |
| 387192     | 2012 TR286 | 1 dez 2003  | Kitt Peak     | Spacewatch          | —         | MPC                           |
| 387193     | 2012 TA290 | 12 set 2007 | Anderson Mesa | LONEOS              | —         | MPC                           |
| 387194     | 2012 TB295 | 17 nov 2001 | Socorro       | LINEAR              | —         | MPC                           |
| 387195     | 2012 TA298 | 7 nov 2008  | Mount Lemmon  | Mount Lemmon Survey | —         | MPC                           |
| 387196     | 2012 TC303 | 19 dez 2007 | Mount Lemmon  | Mount Lemmon Survey | —         | MPC                           |
| 387197     | 2012 TK303 | 17 nov 1995 | Kitt Peak     | Spacewatch          | —         | MPC                           |
| 387198     | 2012 TJ304 | 14 dez 2001 | Socorro       | LINEAR              | —         | MPC                           |
| 387199     | 2012 TF305 | 3 fev 2009  | Mount Lemmon  | Mount Lemmon Survey | —         | MPC                           |
| 387200     | 2012 TJ306 | 8 nov 2008  | Mount Lemmon  | Mount Lemmon Survey | —         | MPC                           |

## 387201–387300
| Designação | Designação | Descoberta  | Descoberta    | Descobridor(es)     | Categoria | Mais informações / Referência |
| Permanente | Provisória | Data        | Local         | Descobridor(es)     | Categoria | Mais informações / Referência |
| ---------- | ---------- | ----------- | ------------- | ------------------- | --------- | ----------------------------- |
| 387201     | 2012 TL307 | 14 out 2001 | Kitt Peak     | Spacewatch          | —         | MPC                           |
| 387202     | 2012 TV307 | 19 ago 2006 | Kitt Peak     | Spacewatch          | —         | MPC                           |
| 387203     | 2012 TP309 | 3 mar 2005  | Catalina      | CSS                 | —         | MPC                           |
| 387204     | 2012 TO311 | 10 out 2005 | Anderson Mesa | LONEOS              | —         | MPC                           |
| 387205     | 2012 TX311 | 25 abr 2007 | Mount Lemmon  | Mount Lemmon Survey | —         | MPC                           |
| 387206     | 2012 TM313 | 19 out 2007 | Socorro       | LINEAR              | —         | MPC                           |
| 387207     | 2012 TP313 | 29 mar 2001 | Kitt Peak     | Spacewatch          | —         | MPC                           |
| 387208     | 2012 TV313 | 1 out 2003  | Anderson Mesa | LONEOS              | —         | MPC                           |
| 387209     | 2012 TR317 | 4 out 2007  | Catalina      | CSS                 | —         | MPC                           |
| 387210     | 2012 TU317 | 19 set 1995 | Kitt Peak     | Spacewatch          | —         | MPC                           |
| 387211     | 2012 TV317 | 21 ago 2006 | Kitt Peak     | Spacewatch          | —         | MPC                           |
| 387212     | 2012 TX317 | 19 set 2006 | Anderson Mesa | LONEOS              | —         | MPC                           |
| 387213     | 2012 TD318 | 14 set 2006 | Catalina      | CSS                 | —         | MPC                           |
| 387214     | 2012 TX321 | 3 fev 1997  | Kitt Peak     | Spacewatch          | —         | MPC                           |
| 387215     | 2012 UK1   | 9 out 2008  | Mount Lemmon  | Mount Lemmon Survey | Mitidika  | MPC                           |
| 387216     | 2012 UQ3   | 10 mar 2007 | Kitt Peak     | Spacewatch          | —         | MPC                           |
| 387217     | 2012 US3   | 26 jun 2010 | WISE          | WISE                | —         | MPC                           |
| 387218     | 2012 UX3   | 30 nov 2003 | Kitt Peak     | Spacewatch          | —         | MPC                           |
| 387219     | 2012 UD9   | 9 out 2007  | Kitt Peak     | Spacewatch          | —         | MPC                           |
| 387220     | 2012 UN14  | 24 out 2005 | Kitt Peak     | Spacewatch          | Mitidika  | MPC                           |
| 387221     | 2012 UU18  | 21 out 2003 | Kitt Peak     | Spacewatch          | —         | MPC                           |
| 387222     | 2012 UO30  | 3 set 2007  | Catalina      | CSS                 | —         | MPC                           |
| 387223     | 2012 UQ30  | 14 mar 2010 | Kitt Peak     | Spacewatch          | —         | MPC                           |
| 387224     | 2012 UV30  | 15 nov 2003 | Kitt Peak     | Spacewatch          | —         | MPC                           |
| 387225     | 2012 UP31  | 22 nov 2008 | Socorro       | LINEAR              | —         | MPC                           |
| 387226     | 2012 UD33  | 15 set 2007 | Mount Lemmon  | Mount Lemmon Survey | —         | MPC                           |
| 387227     | 2012 UU33  | 14 jun 2007 | Kitt Peak     | Spacewatch          | —         | MPC                           |
| 387228     | 2012 UU35  | 5 fev 2009  | Kitt Peak     | Spacewatch          | —         | MPC                           |
| 387229     | 2012 UW38  | 9 mar 2005  | Mount Lemmon  | Mount Lemmon Survey | —         | MPC                           |
| 387230     | 2012 UL39  | 8 mai 2011  | Catalina      | CSS                 | —         | MPC                           |
| 387231     | 2012 UM39  | 15 jan 2005 | Kitt Peak     | Spacewatch          | —         | MPC                           |
| 387232     | 2012 UL40  | 19 nov 2003 | Kitt Peak     | Spacewatch          | —         | MPC                           |
| 387233     | 2012 US41  | 14 out 2001 | Kitt Peak     | Spacewatch          | —         | MPC                           |
| 387234     | 2012 UX44  | 6 mai 2006  | Mount Lemmon  | Mount Lemmon Survey | —         | MPC                           |
| 387235     | 2012 UJ45  | 18 set 2003 | Kitt Peak     | Spacewatch          | —         | MPC                           |
| 387236     | 2012 UU45  | 31 jan 2006 | Kitt Peak     | Spacewatch          | —         | MPC                           |
| 387237     | 2012 UV45  | 9 fev 2005  | Mount Lemmon  | Mount Lemmon Survey | —         | MPC                           |
| 387238     | 2012 UY47  | 12 abr 2010 | Mount Lemmon  | Mount Lemmon Survey | —         | MPC                           |
| 387239     | 2012 UE48  | 24 nov 2008 | Kitt Peak     | Spacewatch          | —         | MPC                           |
| 387240     | 2012 UD51  | 3 mar 2009  | Kitt Peak     | Spacewatch          | Ursula    | MPC                           |
| 387241     | 2012 UQ56  | 16 set 2003 | Kitt Peak     | Spacewatch          | —         | MPC                           |
| 387242     | 2012 UU56  | 15 set 2007 | Mount Lemmon  | Mount Lemmon Survey | Brangane  | MPC                           |
| 387243     | 2012 UK58  | 28 ago 2006 | Kitt Peak     | Spacewatch          | —         | MPC                           |
| 387244     | 2012 UF61  | 3 dez 2007  | Kitt Peak     | Spacewatch          | Brangane  | MPC                           |
| 387245     | 2012 UR63  | 26 out 2008 | Mount Lemmon  | Mount Lemmon Survey | —         | MPC                           |
| 387246     | 2012 UG69  | 21 out 1995 | Kitt Peak     | Spacewatch          | —         | MPC                           |
| 387247     | 2012 UN70  | 10 set 2007 | Catalina      | CSS                 | —         | MPC                           |
| 387248     | 2012 UE76  | 13 set 2007 | Mount Lemmon  | Mount Lemmon Survey | —         | MPC                           |
| 387249     | 2012 UY79  | 22 out 2005 | Kitt Peak     | Spacewatch          | —         | MPC                           |
| 387250     | 2012 UJ84  | 2 mai 1997  | Kitt Peak     | Spacewatch          | —         | MPC                           |
| 387251     | 2012 UU87  | 8 nov 2007  | Kitt Peak     | Spacewatch          | Brangane  | MPC                           |
| 387252     | 2012 UY87  | 14 out 1998 | Caussols      | ODAS                | —         | MPC                           |
| 387253     | 2012 UZ87  | 17 set 2006 | Kitt Peak     | Spacewatch          | Ursula    | MPC                           |
| 387254     | 2012 UD88  | 23 set 2001 | Kitt Peak     | Spacewatch          | —         | MPC                           |
| 387255     | 2012 UM95  | 17 set 2003 | Kitt Peak     | Spacewatch          | —         | MPC                           |
| 387256     | 2012 US95  | 12 dez 2004 | Kitt Peak     | Spacewatch          | —         | MPC                           |
| 387257     | 2012 UJ96  | 24 out 1995 | Kitt Peak     | Spacewatch          | —         | MPC                           |
| 387258     | 2012 UN98  | 9 set 2008  | Mount Lemmon  | Mount Lemmon Survey | —         | MPC                           |
| 387259     | 2012 UZ98  | 24 out 2003 | Kitt Peak     | Spacewatch          | —         | MPC                           |
| 387260     | 2012 UM99  | 15 set 2007 | Kitt Peak     | Spacewatch          | —         | MPC                           |
| 387261     | 2012 US100 | 18 mar 2010 | Mount Lemmon  | Mount Lemmon Survey | —         | MPC                           |
| 387262     | 2012 UC102 | 27 abr 2001 | Kitt Peak     | Spacewatch          | —         | MPC                           |
| 387263     | 2012 UA104 | 17 mar 2005 | Mount Lemmon  | Mount Lemmon Survey | —         | MPC                           |
| 387264     | 2012 UD106 | 15 out 1995 | Kitt Peak     | Spacewatch          | —         | MPC                           |
| 387265     | 2012 UE106 | 12 abr 2004 | Kitt Peak     | Spacewatch          | —         | MPC                           |
| 387266     | 2012 UQ106 | 1 mar 2009  | Kitt Peak     | Spacewatch          | Brangane  | MPC                           |
| 387267     | 2012 UT106 | 8 out 2012  | Mount Lemmon  | Mount Lemmon Survey | —         | MPC                           |
| 387268     | 2012 UW109 | 29 set 2008 | Mount Lemmon  | Mount Lemmon Survey | —         | MPC                           |
| 387269     | 2012 UZ109 | 30 abr 2004 | Kitt Peak     | Spacewatch          | —         | MPC                           |
| 387270     | 2012 UP111 | 19 dez 2003 | Kitt Peak     | Spacewatch          | —         | MPC                           |
| 387271     | 2012 UJ117 | 19 nov 2003 | Kitt Peak     | Spacewatch          | —         | MPC                           |
| 387272     | 2012 UB118 | 13 fev 2007 | Mount Lemmon  | Mount Lemmon Survey | —         | MPC                           |
| 387273     | 2012 UD118 | 10 ago 2007 | Kitt Peak     | Spacewatch          | —         | MPC                           |
| 387274     | 2012 UV120 | 15 set 2006 | Kitt Peak     | Spacewatch          | —         | MPC                           |
| 387275     | 2012 UF121 | 5 jul 2005  | Mount Lemmon  | Mount Lemmon Survey | —         | MPC                           |
| 387276     | 2012 UV122 | 4 out 2004  | Kitt Peak     | Spacewatch          | Juno      | MPC                           |
| 387277     | 2012 UN123 | 21 out 2003 | Kitt Peak     | Spacewatch          | —         | MPC                           |
| 387278     | 2012 UR124 | 18 nov 1995 | Kitt Peak     | Spacewatch          | —         | MPC                           |
| 387279     | 2012 UW132 | 14 set 2006 | Catalina      | CSS                 | —         | MPC                           |
| 387280     | 2012 UH133 | 23 jan 2006 | Kitt Peak     | Spacewatch          | —         | MPC                           |
| 387281     | 2012 UX139 | 30 jan 2009 | Mount Lemmon  | Mount Lemmon Survey | —         | MPC                           |
| 387282     | 2012 UU140 | 2 fev 2006  | Mount Lemmon  | Mount Lemmon Survey | —         | MPC                           |
| 387283     | 2012 UM151 | 26 set 2006 | Kitt Peak     | Spacewatch          | —         | MPC                           |
| 387284     | 2012 UY151 | 4 jan 2000  | Kitt Peak     | Spacewatch          | —         | MPC                           |
| 387285     | 2012 UB153 | 3 dez 2007  | Kitt Peak     | Spacewatch          | —         | MPC                           |
| 387286     | 2012 UX153 | 14 nov 2007 | Mount Lemmon  | Mount Lemmon Survey | —         | MPC                           |
| 387287     | 2012 UM159 | 25 out 2003 | Kitt Peak     | Spacewatch          | —         | MPC                           |
| 387288     | 2012 US160 | 4 mar 2005  | Mount Lemmon  | Mount Lemmon Survey | —         | MPC                           |
| 387289     | 2012 UP162 | 8 nov 1996  | Kitt Peak     | Spacewatch          | —         | MPC                           |
| 387290     | 2012 UR166 | 6 nov 2005  | Socorro       | LINEAR              | —         | MPC                           |
| 387291     | 2012 UT167 | 17 fev 2010 | Catalina      | CSS                 | —         | MPC                           |
| 387292     | 2012 UY167 | 29 set 2003 | Anderson Mesa | LONEOS              | —         | MPC                           |
| 387293     | 2012 UY171 | 15 set 2004 | Kitt Peak     | Spacewatch          | —         | MPC                           |
| 387294     | 2012 UL175 | 3 nov 2007  | Mount Lemmon  | Mount Lemmon Survey | —         | MPC                           |
| 387295     | 2012 UG176 | 16 mar 2007 | Mount Lemmon  | Mount Lemmon Survey | —         | MPC                           |
| 387296     | 2012 VX2   | 11 abr 2010 | Mount Lemmon  | Mount Lemmon Survey | Brangane  | MPC                           |
| 387297     | 2012 VY3   | 4 set 2007  | Catalina      | CSS                 | —         | MPC                           |
| 387298     | 2012 VC4   | 27 out 2008 | Mount Lemmon  | Mount Lemmon Survey | —         | MPC                           |
| 387299     | 2012 VX7   | 11 mar 2005 | Mount Lemmon  | Mount Lemmon Survey | —         | MPC                           |
| 387300     | 2012 VH8   | 13 set 2007 | Mount Lemmon  | Mount Lemmon Survey | —         | MPC                           |

## 387301–387400
| Designação | Designação | Descoberta  | Descoberta       | Descobridor(es)     | Categoria | Mais informações / Referência |
| Permanente | Provisória | Data        | Local            | Descobridor(es)     | Categoria | Mais informações / Referência |
| ---------- | ---------- | ----------- | ---------------- | ------------------- | --------- | ----------------------------- |
| 387301     | 2012 VW15  | 18 dez 2001 | Socorro          | LINEAR              | —         | MPC                           |
| 387302     | 2012 VK20  | 23 mar 2004 | Socorro          | LINEAR              | —         | MPC                           |
| 387303     | 2012 VP28  | 17 out 2003 | Kitt Peak        | Spacewatch          | —         | MPC                           |
| 387304     | 2012 VF34  | 20 mar 2010 | Mount Lemmon     | Mount Lemmon Survey | —         | MPC                           |
| 387305     | 2012 VS37  | 28 ago 2006 | Kitt Peak        | Spacewatch          | —         | MPC                           |
| 387306     | 2012 VX40  | 29 ago 2006 | Kitt Peak        | Spacewatch          | —         | MPC                           |
| 387307     | 2012 VG47  | 15 set 2007 | Mount Lemmon     | Mount Lemmon Survey | Brangane  | MPC                           |
| 387308     | 2012 VK52  | 12 jan 1996 | Kitt Peak        | Spacewatch          | —         | MPC                           |
| 387309     | 2012 VG57  | 7 mai 2005  | Mount Lemmon     | Mount Lemmon Survey | Brangane  | MPC                           |
| 387310     | 2012 VO57  | 2 fev 2005  | Kitt Peak        | Spacewatch          | —         | MPC                           |
| 387311     | 2012 VV57  | 11 mar 1996 | Kitt Peak        | Spacewatch          | —         | MPC                           |
| 387312     | 2012 VD58  | 16 out 2006 | Catalina         | CSS                 | —         | MPC                           |
| 387313     | 2012 VC61  | 21 nov 2003 | Socorro          | LINEAR              | —         | MPC                           |
| 387314     | 2012 VY61  | 2 abr 2005  | Kitt Peak        | Spacewatch          | —         | MPC                           |
| 387315     | 2012 VB62  | 12 mai 2011 | Mount Lemmon     | Mount Lemmon Survey | —         | MPC                           |
| 387316     | 2012 VG67  | 7 abr 2010  | Kitt Peak        | Spacewatch          | —         | MPC                           |
| 387317     | 2012 VM68  | 15 set 1998 | Kitt Peak        | Spacewatch          | —         | MPC                           |
| 387318     | 2012 VH69  | 13 out 2007 | Mount Lemmon     | Mount Lemmon Survey | —         | MPC                           |
| 387319     | 2012 VX71  | 11 nov 2007 | Mount Lemmon     | Mount Lemmon Survey | —         | MPC                           |
| 387320     | 2012 VG72  | 22 fev 2009 | Kitt Peak        | Spacewatch          | —         | MPC                           |
| 387321     | 2012 VQ72  | 1 mar 2009  | Kitt Peak        | Spacewatch          | —         | MPC                           |
| 387322     | 2012 VH73  | 15 out 2007 | Mount Lemmon     | Mount Lemmon Survey | Eos       | MPC                           |
| 387323     | 2012 VG74  | 6 abr 2005  | Mount Lemmon     | Mount Lemmon Survey | —         | MPC                           |
| 387324     | 2012 VT74  | 4 dez 2007  | Kitt Peak        | Spacewatch          | —         | MPC                           |
| 387325     | 2012 VA79  | 15 out 2007 | Catalina         | CSS                 | —         | MPC                           |
| 387326     | 2012 VJ79  | 27 out 2005 | Mount Lemmon     | Mount Lemmon Survey | —         | MPC                           |
| 387327     | 2012 VB81  | 9 fev 2002  | Kitt Peak        | Spacewatch          | —         | MPC                           |
| 387328     | 2012 VU82  | 4 out 2006  | Mount Lemmon     | Mount Lemmon Survey | —         | MPC                           |
| 387329     | 2012 VS84  | 21 out 2001 | Socorro          | LINEAR              | Brangane  | MPC                           |
| 387330     | 2012 VO89  | 6 nov 2007  | Kitt Peak        | Spacewatch          | —         | MPC                           |
| 387331     | 2012 VV89  | 27 set 2006 | Kitt Peak        | Spacewatch          | —         | MPC                           |
| 387332     | 2012 VA92  | 5 dez 2007  | Kitt Peak        | Spacewatch          | —         | MPC                           |
| 387333     | 2012 VK96  | 12 out 1998 | Kitt Peak        | Spacewatch          | Themis    | MPC                           |
| 387334     | 2012 VL97  | 10 dez 2005 | Kitt Peak        | Spacewatch          | —         | MPC                           |
| 387335     | 2012 VY98  | 23 nov 2008 | Kitt Peak        | Spacewatch          | —         | MPC                           |
| 387336     | 2012 VY100 | 17 nov 2007 | Kitt Peak        | Spacewatch          | —         | MPC                           |
| 387337     | 2012 VG103 | 21 out 2006 | Mount Lemmon     | Mount Lemmon Survey | —         | MPC                           |
| 387338     | 2012 VN105 | 8 nov 2008  | Mount Lemmon     | Mount Lemmon Survey | —         | MPC                           |
| 387339     | 2012 VS108 | 15 set 2006 | Kitt Peak        | Spacewatch          | Ursula    | MPC                           |
| 387340     | 2012 WV5   | 24 out 2008 | Mount Lemmon     | Mount Lemmon Survey | —         | MPC                           |
| 387341     | 2012 WO6   | 17 nov 2004 | Campo Imperatore | CINEOS              | Pallas    | MPC                           |
| 387342     | 2012 WX7   | 10 jul 2005 | Kitt Peak        | Spacewatch          | —         | MPC                           |
| 387343     | 2012 WU10  | 19 abr 2004 | Kitt Peak        | Spacewatch          | —         | MPC                           |
| 387344     | 2012 WB11  | 26 mar 1995 | Kitt Peak        | Spacewatch          | —         | MPC                           |
| 387345     | 2012 WG11  | 2 fev 2005  | Kitt Peak        | Spacewatch          | —         | MPC                           |
| 387346     | 2012 WX12  | 24 fev 2009 | Mount Lemmon     | Mount Lemmon Survey | —         | MPC                           |
| 387347     | 2012 WH13  | 26 mai 2007 | Mount Lemmon     | Mount Lemmon Survey | —         | MPC                           |
| 387348     | 2012 WY20  | 13 mar 2005 | Kitt Peak        | Spacewatch          | —         | MPC                           |
| 387349     | 2012 WA32  | 11 jun 2004 | Kitt Peak        | Spacewatch          | —         | MPC                           |
| 387350     | 2012 WD32  | 21 ago 2006 | Kitt Peak        | Spacewatch          | —         | MPC                           |
| 387351     | 2012 XD2   | 4 nov 2004  | Anderson Mesa    | LONEOS              | —         | MPC                           |
| 387352     | 2012 XR4   | 16 jan 2009 | Mount Lemmon     | Mount Lemmon Survey | Eos       | MPC                           |
| 387353     | 2012 XV11  | 20 nov 2006 | Kitt Peak        | Spacewatch          | —         | MPC                           |
| 387354     | 2012 XY20  | 20 out 2006 | Kitt Peak        | Spacewatch          | Brangane  | MPC                           |
| 387355     | 2012 XN21  | 21 out 2001 | Kitt Peak        | Spacewatch          | —         | MPC                           |
| 387356     | 2012 XT22  | 29 out 2003 | Kitt Peak        | Spacewatch          | —         | MPC                           |
| 387357     | 2012 XR24  | 4 dez 2007  | Mount Lemmon     | Mount Lemmon Survey | —         | MPC                           |
| 387358     | 2012 XK26  | 14 dez 2001 | Socorro          | LINEAR              | —         | MPC                           |
| 387359     | 2012 XZ37  | 19 mar 2009 | Kitt Peak        | Spacewatch          | Ursula    | MPC                           |
| 387360     | 2012 XS38  | 27 ago 2006 | Kitt Peak        | Spacewatch          | —         | MPC                           |
| 387361     | 2012 XO53  | 29 ago 2006 | Catalina         | CSS                 | —         | MPC                           |
| 387362     | 2012 XZ62  | 20 jan 2009 | Mount Lemmon     | Mount Lemmon Survey | —         | MPC                           |
| 387363     | 2012 XE63  | 20 out 2007 | Mount Lemmon     | Mount Lemmon Survey | —         | MPC                           |
| 387364     | 2012 XG64  | 2 nov 2007  | Mount Lemmon     | Mount Lemmon Survey | Maria     | MPC                           |
| 387365     | 2012 XK64  | 25 set 2006 | Catalina         | CSS                 | —         | MPC                           |
| 387366     | 2012 XG68  | 1 fev 2006  | Kitt Peak        | Spacewatch          | —         | MPC                           |
| 387367     | 2012 XK84  | 20 dez 2004 | Mount Lemmon     | Mount Lemmon Survey | —         | MPC                           |
| 387368     | 2012 XL84  | 21 ago 2006 | Kitt Peak        | Spacewatch          | —         | MPC                           |
| 387369     | 2012 XC94  | 19 out 2007 | Catalina         | CSS                 | —         | MPC                           |
| 387370     | 2012 XC100 | 18 dez 2001 | Socorro          | LINEAR              | Brangane  | MPC                           |
| 387371     | 2012 XP110 | 29 mai 2000 | Kitt Peak        | Spacewatch          | —         | MPC                           |
| 387372     | 2012 XX113 | 11 set 2006 | Catalina         | CSS                 | —         | MPC                           |
| 387373     | 2012 XO124 | 29 jan 1993 | Kitt Peak        | Spacewatch          | Brangane  | MPC                           |
| 387374     | 2012 XA129 | 21 dez 2008 | Mount Lemmon     | Mount Lemmon Survey | Maria     | MPC                           |
| 387375     | 2012 XJ131 | 2 mar 2006  | Mount Lemmon     | Mount Lemmon Survey | —         | MPC                           |
| 387376     | 2012 XB137 | 12 nov 2007 | Mount Lemmon     | Mount Lemmon Survey | —         | MPC                           |
| 387377     | 2012 XY143 | 21 abr 2006 | Kitt Peak        | Spacewatch          | —         | MPC                           |
| 387378     | 2012 XP149 | 11 jun 2010 | Mount Lemmon     | Mount Lemmon Survey | —         | MPC                           |
| 387379     | 2012 XE153 | 25 abr 2006 | Kitt Peak        | Spacewatch          | —         | MPC                           |
| 387380     | 2012 XE155 | 25 nov 1997 | Kitt Peak        | Spacewatch          | —         | MPC                           |
| 387381     | 2013 AJ8   | 21 set 2009 | Kitt Peak        | Spacewatch          | Vesta     | MPC                           |
| 387382     | 2013 AB41  | 12 fev 2002 | Kitt Peak        | Spacewatch          | Vesta     | MPC                           |
| 387383     | 2013 AQ41  | 20 set 2009 | Kitt Peak        | Spacewatch          | Vesta     | MPC                           |
| 387384     | 2013 AW57  | 23 mar 2002 | Kitt Peak        | Spacewatch          | Vesta     | MPC                           |
| 387385     | 2013 AX98  | 31 dez 2000 | Kitt Peak        | Spacewatch          | Vesta     | MPC                           |
| 387386     | 2013 AZ107 | 29 jul 2008 | Kitt Peak        | Spacewatch          | Vesta     | MPC                           |
| 387387     | 2013 AY125 | 7 dez 1999  | Socorro          | LINEAR              | —         | MPC                           |
| 387388     | 2013 AQ130 | 15 out 2009 | Catalina         | CSS                 | Vesta     | MPC                           |
| 387389     | 2013 AV130 | 18 jun 2006 | Kitt Peak        | Spacewatch          | Vesta     | MPC                           |
| 387390     | 2013 AG133 | 6 nov 2010  | Mount Lemmon     | Mount Lemmon Survey | Vesta     | MPC                           |
| 387391     | 2013 AZ156 | 13 mai 2005 | Kitt Peak        | Spacewatch          | Vesta     | MPC                           |
| 387392     | 2013 BB    | 17 out 2010 | Mount Lemmon     | Mount Lemmon Survey | Vesta     | MPC                           |
| 387393     | 2013 BF71  | 27 mar 2003 | Kitt Peak        | Spacewatch          | Vesta     | MPC                           |
| 387394     | 2013 BX78  | 3 fev 2006  | Kitt Peak        | Spacewatch          | —         | MPC                           |
| 387395     | 2013 CC202 | 26 jan 2006 | Mount Lemmon     | Mount Lemmon Survey | —         | MPC                           |
| 387396     | 2013 GX42  | 17 set 2010 | Mount Lemmon     | Mount Lemmon Survey | —         | MPC                           |
| 387397     | 2013 NZ18  | 13 nov 2006 | Catalina         | CSS                 | —         | MPC                           |
| 387398     | 2013 NP22  | 14 jun 2007 | Kitt Peak        | Spacewatch          | —         | MPC                           |
| 387399     | 2013 PR10  | 29 out 2005 | Catalina         | CSS                 | —         | MPC                           |
| 387400     | 2013 QZ2   | 5 out 2005  | Catalina         | CSS                 | —         | MPC                           |

## 387401–387500
| Designação | Designação | Descoberta  | Descoberta    | Descobridor(es)     | Categoria | Mais informações / Referência |
| Permanente | Provisória | Data        | Local         | Descobridor(es)     | Categoria | Mais informações / Referência |
| ---------- | ---------- | ----------- | ------------- | ------------------- | --------- | ----------------------------- |
| 387401     | 2013 QC48  | 31 ago 1998 | Kitt Peak     | Spacewatch          | —         | MPC                           |
| 387402     | 2013 RU32  | 9 fev 2002  | Kitt Peak     | Spacewatch          | —         | MPC                           |
| 387403     | 2013 RQ44  | 23 jan 2006 | Kitt Peak     | Spacewatch          | —         | MPC                           |
| 387404     | 2013 RU85  | 3 out 2003  | Kitt Peak     | Spacewatch          | —         | MPC                           |
| 387405     | 2013 SJ25  | 21 set 2009 | Catalina      | CSS                 | —         | MPC                           |
| 387406     | 2013 SH33  | 24 set 2004 | Socorro       | LINEAR              | —         | MPC                           |
| 387407     | 2013 SP52  | 21 out 2008 | Kitt Peak     | Spacewatch          | —         | MPC                           |
| 387408     | 2013 SH62  | 10 jan 2007 | Kitt Peak     | Spacewatch          | —         | MPC                           |
| 387409     | 2013 TM3   | 25 jan 2006 | Kitt Peak     | Spacewatch          | —         | MPC                           |
| 387410     | 2013 TE12  | 9 out 2004  | Kitt Peak     | Spacewatch          | —         | MPC                           |
| 387411     | 2013 TN18  | 7 out 2004  | Kitt Peak     | Spacewatch          | —         | MPC                           |
| 387412     | 2013 TU39  | 6 out 2004  | Kitt Peak     | Spacewatch          | —         | MPC                           |
| 387413     | 2013 TA41  | 27 fev 2000 | Kitt Peak     | Spacewatch          | Mitidika  | MPC                           |
| 387414     | 2013 TB123 | 21 abr 2006 | Kitt Peak     | Spacewatch          | —         | MPC                           |
| 387415     | 2013 TY131 | 30 nov 2008 | Kitt Peak     | Spacewatch          | —         | MPC                           |
| 387416     | 2013 TR138 | 9 set 2007  | Mount Lemmon  | Mount Lemmon Survey | —         | MPC                           |
| 387417     | 2013 TQ139 | 3 nov 2004  | Kitt Peak     | Spacewatch          | —         | MPC                           |
| 387418     | 2013 UN11  | 8 set 2007  | Anderson Mesa | LONEOS              | Brangane  | MPC                           |
| 387419     | 2013 UD12  | 20 set 2000 | Socorro       | LINEAR              | —         | MPC                           |
| 387420     | 2013 UF12  | 21 nov 2003 | Socorro       | LINEAR              | —         | MPC                           |
| 387421     | 2013 VP1   | 25 nov 2009 | Mount Lemmon  | Mount Lemmon Survey | —         | MPC                           |
| 387422     | 2013 VL16  | 6 nov 2008  | Mount Lemmon  | Mount Lemmon Survey | —         | MPC                           |
| 387423     | 2013 VT16  | 1 out 2003  | Anderson Mesa | LONEOS              | —         | MPC                           |
| 387424     | 2013 VS17  | 8 jan 2003  | Socorro       | LINEAR              | —         | MPC                           |
| 387425     | 2013 VU17  | 22 jan 2006 | Anderson Mesa | LONEOS              | —         | MPC                           |
| 387426     | 2013 VJ20  | 29 jun 2004 | Siding Spring | SSS                 | Phocaea   | MPC                           |
| 387427     | 2013 VV20  | 11 fev 2002 | Anderson Mesa | LONEOS              | —         | MPC                           |
| 387428     | 2013 VD21  | 15 set 2007 | Mount Lemmon  | Mount Lemmon Survey | —         | MPC                           |
| 387429     | 2013 WR2   | 11 out 2007 | Catalina      | CSS                 | —         | MPC                           |
| 387430     | 2013 WD3   | 8 jun 2005  | Kitt Peak     | Spacewatch          | —         | MPC                           |
| 387431     | 2013 WF4   | 8 dez 2005  | Catalina      | CSS                 | —         | MPC                           |
| 387432     | 2013 WU4   | 24 jan 1998 | Kitt Peak     | Spacewatch          | —         | MPC                           |
| 387433     | 2013 WP14  | 25 out 2005 | Mount Lemmon  | Mount Lemmon Survey | —         | MPC                           |
| 387434     | 2013 WS30  | 3 set 2008  | Kitt Peak     | Spacewatch          | —         | MPC                           |
| 387435     | 2013 WV32  | 5 dez 2008  | Mount Lemmon  | Mount Lemmon Survey | —         | MPC                           |
| 387436     | 2013 WB47  | 3 abr 2008  | Mount Lemmon  | Mount Lemmon Survey | —         | MPC                           |
| 387437     | 2013 WO55  | 13 jan 2004 | Kitt Peak     | Spacewatch          | —         | MPC                           |
| 387438     | 2013 WR55  | 2 mar 2006  | Mount Lemmon  | Mount Lemmon Survey | —         | MPC                           |
| 387439     | 2013 WU55  | 16 set 2004 | Kitt Peak     | Spacewatch          | —         | MPC                           |
| 387440     | 2013 WQ57  | 13 jan 2004 | Kitt Peak     | Spacewatch          | —         | MPC                           |
| 387441     | 2013 WU57  | 9 mai 2002  | Socorro       | LINEAR              | —         | MPC                           |
| 387442     | 2013 WJ59  | 25 mar 2007 | Mount Lemmon  | Mount Lemmon Survey | —         | MPC                           |
| 387443     | 2013 WP60  | 12 set 2007 | Mount Lemmon  | Mount Lemmon Survey | Ursula    | MPC                           |
| 387444     | 2013 WU60  | 19 set 2009 | Kitt Peak     | Spacewatch          | —         | MPC                           |
| 387445     | 2013 WV60  | 28 jan 2007 | Mount Lemmon  | Mount Lemmon Survey | —         | MPC                           |
| 387446     | 2013 WP61  | 10 dez 2004 | Socorro       | LINEAR              | —         | MPC                           |
| 387447     | 2013 WA65  | 30 ago 1998 | Anderson Mesa | LONEOS              | —         | MPC                           |
| 387448     | 2013 WZ65  | 28 mai 2000 | Socorro       | LINEAR              | —         | MPC                           |
| 387449     | 2013 WB66  | 10 nov 2009 | Mount Lemmon  | Mount Lemmon Survey | —         | MPC                           |
| 387450     | 2013 WQ66  | 11 mar 2005 | Mount Lemmon  | Mount Lemmon Survey | —         | MPC                           |
| 387451     | 2013 WS72  | 4 abr 2005  | Catalina      | CSS                 | —         | MPC                           |
| 387452     | 2013 WN74  | 23 mai 2003 | Kitt Peak     | Spacewatch          | —         | MPC                           |
| 387453     | 2013 WX81  | 23 ago 2004 | Kitt Peak     | Spacewatch          | —         | MPC                           |
| 387454     | 2013 WS83  | 22 set 2009 | Kitt Peak     | Spacewatch          | —         | MPC                           |
| 387455     | 2013 WF85  | 14 jan 2010 | Kitt Peak     | Spacewatch          | —         | MPC                           |
| 387456     | 2013 WY85  | 24 set 2004 | Kitt Peak     | Spacewatch          | —         | MPC                           |
| 387457     | 2013 WK97  | 2 nov 2008  | Mount Lemmon  | Mount Lemmon Survey | —         | MPC                           |
| 387458     | 2013 WQ103 | 10 dez 2004 | Socorro       | LINEAR              | —         | MPC                           |
| 387459     | 2013 WF106 | 13 jan 2008 | Kitt Peak     | Spacewatch          | —         | MPC                           |
| 387460     | 2013 WQ107 | 27 out 2005 | Kitt Peak     | Spacewatch          | —         | MPC                           |
| 387461     | 2013 WM109 | 29 dez 2000 | Kitt Peak     | Spacewatch          | —         | MPC                           |
| 387462     | 2013 XU    | 10 dez 2004 | Socorro       | LINEAR              | —         | MPC                           |
| 387463     | 2013 XH1   | 5 abr 2005  | Mount Lemmon  | Mount Lemmon Survey | —         | MPC                           |
| 387464     | 2013 XV4   | 2 out 2000  | Anderson Mesa | LONEOS              | Phocaea   | MPC                           |
| 387465     | 2013 XX10  | 12 set 2007 | Mount Lemmon  | Mount Lemmon Survey | —         | MPC                           |
| 387466     | 2013 XQ11  | 1 nov 2000  | Socorro       | LINEAR              | —         | MPC                           |
| 387467     | 2013 XE12  | 8 out 2007  | Kitt Peak     | Spacewatch          | Ursula    | MPC                           |
| 387468     | 2013 XL13  | 10 nov 2004 | Kitt Peak     | Spacewatch          | —         | MPC                           |
| 387469     | 2013 XB23  | 6 nov 2008  | Catalina      | CSS                 | —         | MPC                           |
| 387470     | 2013 XF23  | 30 ago 2005 | Kitt Peak     | Spacewatch          | Mitidika  | MPC                           |
| 387471     | 2013 XL23  | 12 dez 2004 | Kitt Peak     | Spacewatch          | —         | MPC                           |
| 387472     | 2013 XQ23  | 30 nov 2005 | Kitt Peak     | Spacewatch          | —         | MPC                           |
| 387473     | 2013 XR23  | 2 jul 2011  | Mount Lemmon  | Mount Lemmon Survey | —         | MPC                           |
| 387474     | 2013 YP4   | 9 fev 2007  | Kitt Peak     | Spacewatch          | Mitidika  | MPC                           |
| 387475     | 2013 YF10  | 23 jan 2006 | Catalina      | CSS                 | —         | MPC                           |
| 387476     | 2013 YS10  | 15 nov 2006 | Mount Lemmon  | Mount Lemmon Survey | —         | MPC                           |
| 387477     | 2013 YG11  | 5 jan 2003  | Socorro       | LINEAR              | —         | MPC                           |
| 387478     | 2013 YD12  | 29 jul 2008 | Kitt Peak     | Spacewatch          | —         | MPC                           |
| 387479     | 2013 YU14  | 26 jan 2007 | Kitt Peak     | Spacewatch          | —         | MPC                           |
| 387480     | 2013 YC16  | 31 jan 2004 | Kitt Peak     | Spacewatch          | —         | MPC                           |
| 387481     | 2013 YK16  | 9 dez 2004  | Kitt Peak     | Spacewatch          | —         | MPC                           |
| 387482     | 2013 YF18  | 14 out 2007 | Catalina      | CSS                 | —         | MPC                           |
| 387483     | 2013 YR52  | 2 jan 2003  | Socorro       | LINEAR              | —         | MPC                           |
| 387484     | 2013 YH62  | 29 mar 2000 | Socorro       | LINEAR              | —         | MPC                           |
| 387485     | 2013 YS102 | 10 dez 2004 | Socorro       | LINEAR              | Eos       | MPC                           |
| 387486     | 2013 YO106 | 16 jun 2004 | Kitt Peak     | Spacewatch          | —         | MPC                           |
| 387487     | 4169 T-3   | 16 out 1977 | Palomar       | PLS                 | —         | MPC                           |
| 387488     | 1994 AY13  | 12 jan 1994 | Kitt Peak     | Spacewatch          | —         | MPC                           |
| 387489     | 1994 TC7   | 4 out 1994  | Kitt Peak     | Spacewatch          | —         | MPC                           |
| 387490     | 1995 BG8   | 29 jan 1995 | Kitt Peak     | Spacewatch          | —         | MPC                           |
| 387491     | 1995 QK5   | 22 ago 1995 | Kitt Peak     | Spacewatch          | —         | MPC                           |
| 387492     | 1995 SF26  | 19 set 1995 | Kitt Peak     | Spacewatch          | —         | MPC                           |
| 387493     | 1995 SU42  | 25 set 1995 | Kitt Peak     | Spacewatch          | —         | MPC                           |
| 387494     | 1995 SP58  | 23 set 1995 | Kitt Peak     | Spacewatch          | —         | MPC                           |
| 387495     | 1995 SJ84  | 25 set 1995 | Kitt Peak     | Spacewatch          | —         | MPC                           |
| 387496     | 1995 TJ4   | 15 out 1995 | Kitt Peak     | Spacewatch          | —         | MPC                           |
| 387497     | 1995 UJ61  | 24 out 1995 | Kitt Peak     | Spacewatch          | —         | MPC                           |
| 387498     | 1995 VV2   | 14 nov 1995 | Kitt Peak     | Spacewatch          | —         | MPC                           |
| 387499     | 1996 VF28  | 11 nov 1996 | Kitt Peak     | Spacewatch          | Brangane  | MPC                           |
| 387500     | 1996 XY3   | 4 dez 1996  | Kitt Peak     | Spacewatch          | —         | MPC                           |

## 387501–387600
| Designação | Designação | Descoberta  | Descoberta    | Descobridor(es) | Categoria | Mais informações / Referência |
| Permanente | Provisória | Data        | Local         | Descobridor(es) | Categoria | Mais informações / Referência |
| ---------- | ---------- | ----------- | ------------- | --------------- | --------- | ----------------------------- |
| 387501     | 1996 XC17  | 14 nov 1996 | Kitt Peak     | Spacewatch      | —         | MPC                           |
| 387502     | 1997 CP22  | 3 fev 1997  | Kitt Peak     | Spacewatch      | —         | MPC                           |
| 387503     | 1997 SC6   | 23 set 1997 | Kitt Peak     | Spacewatch      | —         | MPC                           |
| 387504     | 1998 DE7   | 17 fev 1998 | Kitt Peak     | Spacewatch      | —         | MPC                           |
| 387505     | 1998 KN3   | 24 mai 1998 | Socorro       | LINEAR          | —         | MPC                           |
| 387506     | 1998 KQ5   | 19 mai 1998 | Kitt Peak     | Spacewatch      | —         | MPC                           |
| 387507     | 1998 RF8   | 12 set 1998 | Kitt Peak     | Spacewatch      | —         | MPC                           |
| 387508     | 1998 TD1   | 12 out 1998 | Kitt Peak     | Spacewatch      | —         | MPC                           |
| 387509     | 1998 TC26  | 14 out 1998 | Kitt Peak     | Spacewatch      | —         | MPC                           |
| 387510     | 1998 XW5   | 26 nov 1998 | Kitt Peak     | Spacewatch      | —         | MPC                           |
| 387511     | 1999 AB20  | 13 jan 1999 | Kitt Peak     | Spacewatch      | —         | MPC                           |
| 387512     | 1999 NR54  | 12 jul 1999 | Socorro       | LINEAR          | —         | MPC                           |
| 387513     | 1999 RN37  | 11 set 1999 | Socorro       | LINEAR          | —         | MPC                           |
| 387514     | 1999 RM190 | 10 set 1999 | Socorro       | LINEAR          | —         | MPC                           |
| 387515     | 1999 SL2   | 18 set 1999 | Kitt Peak     | Spacewatch      | —         | MPC                           |
| 387516     | 1999 TQ1   | 1 out 1999  | Anderson Mesa | LONEOS          | Eos       | MPC                           |
| 387517     | 1999 TH48  | 4 out 1999  | Kitt Peak     | Spacewatch      | —         | MPC                           |
| 387518     | 1999 TV128 | 5 set 1999  | Anderson Mesa | LONEOS          | —         | MPC                           |
| 387519     | 1999 TP131 | 6 out 1999  | Socorro       | LINEAR          | Juno      | MPC                           |
| 387520     | 1999 TN135 | 6 out 1999  | Socorro       | LINEAR          | Phocaea   | MPC                           |
| 387521     | 1999 UT30  | 31 out 1999 | Kitt Peak     | Spacewatch      | —         | MPC                           |
| 387522     | 1999 VL132 | 9 nov 1999  | Kitt Peak     | Spacewatch      | —         | MPC                           |
| 387523     | 1999 VH175 | 10 nov 1999 | Kitt Peak     | Spacewatch      | —         | MPC                           |
| 387524     | 1999 VF196 | 4 nov 1999  | Anderson Mesa | LONEOS          | —         | MPC                           |
| 387525     | 1999 XA164 | 8 dez 1999  | Socorro       | LINEAR          | —         | MPC                           |
| 387526     | 2000 AO162 | 4 jan 2000  | Socorro       | LINEAR          | Juno      | MPC                           |
| 387527     | 2000 CF139 | 2 fev 2000  | Kitt Peak     | Spacewatch      | —         | MPC                           |
| 387528     | 2000 CF149 | 12 fev 2000 | Apache Point  | SDSS            | —         | MPC                           |
| 387529     | 2000 DN17  | 29 fev 2000 | Socorro       | LINEAR          | —         | MPC                           |
| 387530     | 2000 DZ72  | 29 fev 2000 | Socorro       | LINEAR          | —         | MPC                           |
| 387531     | 2000 FA14  | 29 mar 2000 | Kitt Peak     | Spacewatch      | —         | MPC                           |
| 387532     | 2000 FS14  | 29 mar 2000 | Socorro       | LINEAR          | —         | MPC                           |
| 387533     | 2000 FE74  | 29 mar 2000 | Kitt Peak     | Kitt Peak Obs.  | —         | MPC                           |
| 387534     | 2000 GX118 | 3 abr 2000  | Kitt Peak     | Spacewatch      | —         | MPC                           |
| 387535     | 2000 QJ129 | 31 ago 2000 | Socorro       | LINEAR          | —         | MPC                           |
| 387536     | 2000 QP154 | 31 ago 2000 | Socorro       | LINEAR          | Phocaea   | MPC                           |
| 387537     | 2000 QG197 | 29 ago 2000 | Socorro       | LINEAR          | —         | MPC                           |
| 387538     | 2000 SP208 | 25 set 2000 | Socorro       | LINEAR          | —         | MPC                           |
| 387539     | 2000 SO348 | 20 set 2000 | Socorro       | LINEAR          | —         | MPC                           |
| 387540     | 2000 UV63  | 25 out 2000 | Socorro       | LINEAR          | —         | MPC                           |
| 387541     | 2000 VN61  | 9 nov 2000  | Socorro       | LINEAR          | —         | MPC                           |
| 387542     | 2000 WA24  | 20 nov 2000 | Socorro       | LINEAR          | Phocaea   | MPC                           |
| 387543     | 2000 WL32  | 20 nov 2000 | Socorro       | LINEAR          | —         | MPC                           |
| 387544     | 2000 YV    | 5 dez 2000  | Socorro       | LINEAR          | —         | MPC                           |
| 387545     | 2001 AP46  | 15 jan 2001 | Socorro       | LINEAR          | —         | MPC                           |
| 387546     | 2001 BZ3   | 29 dez 2000 | Anderson Mesa | LONEOS          | Eos       | MPC                           |
| 387547     | 2001 BE5   | 18 jan 2001 | Socorro       | LINEAR          | —         | MPC                           |
| 387548     | 2001 BK6   | 4 jan 2001  | Socorro       | LINEAR          | —         | MPC                           |
| 387549     | 2001 BT18  | 19 jan 2001 | Socorro       | LINEAR          | —         | MPC                           |
| 387550     | 2001 FT128 | 26 mar 2001 | Socorro       | LINEAR          | —         | MPC                           |
| 387551     | 2001 FR182 | 25 mar 2015 | Kitt Peak     | M. W. Buie      | —         | MPC                           |
| 387552     | 2001 FS182 | 21 mar 2001 | Kitt Peak     | Spacewatch      | Phocaea   | MPC                           |
| 387553     | 2001 PY65  | 15 ago 2001 | Haleakala     | NEAT            | —         | MPC                           |
| 387554     | 2001 QT69  | 17 ago 2001 | Socorro       | LINEAR          | —         | MPC                           |
| 387555     | 2001 QH85  | 19 ago 2001 | Socorro       | LINEAR          | —         | MPC                           |
| 387556     | 2001 QW99  | 22 ago 2001 | Socorro       | LINEAR          | —         | MPC                           |
| 387557     | 2001 RE14  | 10 set 2001 | Socorro       | LINEAR          | Juno      | MPC                           |
| 387558     | 2001 RQ42  | 11 set 2001 | Socorro       | LINEAR          | Eos       | MPC                           |
| 387559     | 2001 RQ52  | 12 set 2001 | Socorro       | LINEAR          | Mitidika  | MPC                           |
| 387560     | 2001 RW123 | 12 set 2001 | Socorro       | LINEAR          | —         | MPC                           |
| 387561     | 2001 SP7   | 18 set 2001 | Kitt Peak     | Spacewatch      | —         | MPC                           |
| 387562     | 2001 SL15  | 16 set 2001 | Socorro       | LINEAR          | —         | MPC                           |
| 387563     | 2001 SE60  | 17 set 2001 | Socorro       | LINEAR          | —         | MPC                           |
| 387564     | 2001 SB129 | 16 set 2001 | Socorro       | LINEAR          | —         | MPC                           |
| 387565     | 2001 SL167 | 19 set 2001 | Socorro       | LINEAR          | —         | MPC                           |
| 387566     | 2001 SY186 | 19 set 2001 | Socorro       | LINEAR          | Mitidika  | MPC                           |
| 387567     | 2001 SJ252 | 19 set 2001 | Socorro       | LINEAR          | —         | MPC                           |
| 387568     | 2001 SX263 | 23 ago 2001 | Socorro       | LINEAR          | —         | MPC                           |
| 387569     | 2001 SC285 | 22 set 2001 | Kitt Peak     | Spacewatch      | —         | MPC                           |
| 387570     | 2001 SY292 | 16 set 2001 | Socorro       | LINEAR          | —         | MPC                           |
| 387571     | 2001 SN332 | 19 set 2001 | Kitt Peak     | Spacewatch      | —         | MPC                           |
| 387572     | 2001 SP344 | 21 set 2001 | Anderson Mesa | LONEOS          | —         | MPC                           |
| 387573     | 2001 TW4   | 8 out 2001  | Palomar       | NEAT            | Mitidika  | MPC                           |
| 387574     | 2001 TN21  | 11 out 2001 | Socorro       | LINEAR          | —         | MPC                           |
| 387575     | 2001 TP95  | 14 out 2001 | Socorro       | LINEAR          | —         | MPC                           |
| 387576     | 2001 TT98  | 14 out 2001 | Socorro       | LINEAR          | Themis    | MPC                           |
| 387577     | 2001 TU142 | 10 out 2001 | Palomar       | NEAT            | —         | MPC                           |
| 387578     | 2001 TE177 | 14 out 2001 | Socorro       | LINEAR          | —         | MPC                           |
| 387579     | 2001 TV188 | 14 out 2001 | Socorro       | LINEAR          | —         | MPC                           |
| 387580     | 2001 TB200 | 11 out 2001 | Socorro       | LINEAR          | —         | MPC                           |
| 387581     | 2001 TV213 | 13 out 2001 | Palomar       | NEAT            | Brangane  | MPC                           |
| 387582     | 2001 TM215 | 13 out 2001 | Palomar       | NEAT            | —         | MPC                           |
| 387583     | 2001 TV236 | 8 out 2001  | Palomar       | NEAT            | —         | MPC                           |
| 387584     | 2001 UM71  | 17 out 2001 | Kitt Peak     | Spacewatch      | —         | MPC                           |
| 387585     | 2001 UX81  | 20 out 2001 | Socorro       | LINEAR          | —         | MPC                           |
| 387586     | 2001 UF166 | 19 set 2001 | Kitt Peak     | Spacewatch      | —         | MPC                           |
| 387587     | 2001 UV172 | 14 out 2001 | Kitt Peak     | Spacewatch      | —         | MPC                           |
| 387588     | 2001 UO209 | 17 set 1995 | Kitt Peak     | Spacewatch      | —         | MPC                           |
| 387589     | 2001 UJ215 | 23 out 2001 | Socorro       | LINEAR          | —         | MPC                           |
| 387590     | 2001 VV10  | 10 nov 2001 | Socorro       | LINEAR          | —         | MPC                           |
| 387591     | 2001 VP127 | 11 nov 2001 | Apache Point  | SDSS            | —         | MPC                           |
| 387592     | 2001 WV21  | 18 nov 2001 | Socorro       | LINEAR          | —         | MPC                           |
| 387593     | 2001 WO37  | 17 nov 2001 | Socorro       | LINEAR          | —         | MPC                           |
| 387594     | 2001 XN78  | 17 nov 2001 | Socorro       | LINEAR          | —         | MPC                           |
| 387595     | 2001 XS82  | 11 dez 2001 | Socorro       | LINEAR          | —         | MPC                           |
| 387596     | 2001 XZ129 | 14 dez 2001 | Socorro       | LINEAR          | —         | MPC                           |
| 387597     | 2001 XK151 | 14 dez 2001 | Socorro       | LINEAR          | —         | MPC                           |
| 387598     | 2001 XH161 | 14 dez 2001 | Socorro       | LINEAR          | —         | MPC                           |
| 387599     | 2001 XF180 | 14 dez 2001 | Socorro       | LINEAR          | —         | MPC                           |
| 387600     | 2001 XO245 | 9 nov 2001  | Socorro       | LINEAR          | —         | MPC                           |

## 387601–387700
| Designação | Designação | Descoberta  | Descoberta       | Descobridor(es)              | Categoria | Mais informações / Referência |
| Permanente | Provisória | Data        | Local            | Descobridor(es)              | Categoria | Mais informações / Referência |
| ---------- | ---------- | ----------- | ---------------- | ---------------------------- | --------- | ----------------------------- |
| 387601     | 2001 YB106 | 17 dez 2001 | Socorro          | LINEAR                       | —         | MPC                           |
| 387602     | 2002 AK195 | 13 jan 2002 | Socorro          | LINEAR                       | —         | MPC                           |
| 387603     | 2002 CJ110 | 7 fev 2002  | Socorro          | LINEAR                       | —         | MPC                           |
| 387604     | 2002 CX181 | 10 fev 2002 | Socorro          | LINEAR                       | Ursula    | MPC                           |
| 387605     | 2002 CS207 | 10 fev 2002 | Socorro          | LINEAR                       | Vesta     | MPC                           |
| 387606     | 2002 CT287 | 9 fev 2002  | Kitt Peak        | Spacewatch                   | —         | MPC                           |
| 387607     | 2002 DD4   | 22 fev 2002 | Palomar          | NEAT                         | —         | MPC                           |
| 387608     | 2002 EZ22  | 11 mar 2002 | Palomar          | NEAT                         | Vesta     | MPC                           |
| 387609     | 2002 EW32  | 11 mar 2002 | Palomar          | NEAT                         | —         | MPC                           |
| 387610     | 2002 EM76  | 11 mar 2002 | Kitt Peak        | Spacewatch                   | —         | MPC                           |
| 387611     | 2002 EO76  | 11 mar 2002 | Kitt Peak        | Spacewatch                   | —         | MPC                           |
| 387612     | 2002 EP77  | 11 mar 2002 | Kitt Peak        | Spacewatch                   | —         | MPC                           |
| 387613     | 2002 EU82  | 13 mar 2002 | Palomar          | NEAT                         | —         | MPC                           |
| 387614     | 2002 EC118 | 10 mar 2002 | Kitt Peak        | Spacewatch                   | —         | MPC                           |
| 387615     | 2002 EY118 | 10 mar 2002 | Kitt Peak        | Spacewatch                   | —         | MPC                           |
| 387616     | 2002 FS23  | 18 mar 2002 | Kitt Peak        | Spacewatch                   | —         | MPC                           |
| 387617     | 2002 GU24  | 13 abr 2002 | Kitt Peak        | Spacewatch                   | —         | MPC                           |
| 387618     | 2002 GJ48  | 4 abr 2002  | Palomar          | NEAT                         | —         | MPC                           |
| 387619     | 2002 GD51  | 5 abr 2002  | Anderson Mesa    | LONEOS                       | —         | MPC                           |
| 387620     | 2002 GC141 | 13 abr 2002 | Palomar          | NEAT                         | —         | MPC                           |
| 387621     | 2002 GD179 | 13 abr 2002 | Palomar          | NEAT                         | —         | MPC                           |
| 387622     | 2002 GR182 | 15 abr 2002 | Palomar          | NEAT                         | Phocaea   | MPC                           |
| 387623     | 2002 HA18  | 30 abr 2002 | Palomar          | NEAT                         | —         | MPC                           |
| 387624     | 2002 JR21  | 9 mai 2002  | Desert Eagle     | W. K. Y. Yeung               | —         | MPC                           |
| 387625     | 2002 JD63  | 8 mai 2002  | Socorro          | LINEAR                       | —         | MPC                           |
| 387626     | 2002 JJ121 | 5 mai 2002  | Palomar          | NEAT                         | —         | MPC                           |
| 387627     | 2002 JN128 | 7 mai 2002  | Palomar          | NEAT                         | —         | MPC                           |
| 387628     | 2002 NM8   | 9 jul 2002  | Socorro          | LINEAR                       | —         | MPC                           |
| 387629     | 2002 NP64  | 2 jul 2002  | Palomar          | NEAT                         | Phocaea   | MPC                           |
| 387630     | 2002 OL17  | 18 jul 2002 | Socorro          | LINEAR                       | —         | MPC                           |
| 387631     | 2002 PB11  | 2 ago 2002  | Needville        | Needville Obs.               | —         | MPC                           |
| 387632     | 2002 PD40  | 9 ago 2002  | Socorro          | LINEAR                       | —         | MPC                           |
| 387633     | 2002 PV64  | 3 ago 2002  | Campo Imperatore | CINEOS                       | —         | MPC                           |
| 387634     | 2002 PR68  | 6 ago 2002  | Palomar          | NEAT                         | —         | MPC                           |
| 387635     | 2002 PA136 | 14 ago 2002 | Socorro          | LINEAR                       | —         | MPC                           |
| 387636     | 2002 PR182 | 11 ago 2002 | Palomar          | NEAT                         | —         | MPC                           |
| 387637     | 2002 PJ183 | 11 ago 2002 | Palomar          | NEAT                         | —         | MPC                           |
| 387638     | 2002 PK193 | 15 ago 2002 | Palomar          | NEAT                         | —         | MPC                           |
| 387639     | 2002 QL8   | 19 ago 2002 | Palomar          | NEAT                         | —         | MPC                           |
| 387640     | 2002 QK37  | 30 ago 2002 | Kitt Peak        | Spacewatch                   | Themis    | MPC                           |
| 387641     | 2002 QS67  | 30 ago 2002 | Palomar          | NEAT                         | —         | MPC                           |
| 387642     | 2002 QJ79  | 16 ago 2002 | Palomar          | NEAT                         | —         | MPC                           |
| 387643     | 2002 QC98  | 18 ago 2002 | Palomar          | NEAT                         | —         | MPC                           |
| 387644     | 2002 QR106 | 30 ago 2002 | Palomar          | NEAT                         | Maria     | MPC                           |
| 387645     | 2002 QY135 | 30 ago 2002 | Palomar          | NEAT                         | —         | MPC                           |
| 387646     | 2002 QE138 | 17 ago 2002 | Palomar          | NEAT                         | —         | MPC                           |
| 387647     | 2002 QN140 | 28 ago 2002 | Palomar          | NEAT                         | —         | MPC                           |
| 387648     | 2002 RT25  | 4 set 2002  | Palomar          | NEAT                         | —         | MPC                           |
| 387649     | 2002 RW29  | 4 set 2002  | Anderson Mesa    | LONEOS                       | —         | MPC                           |
| 387650     | 2002 RN34  | 4 set 2002  | Anderson Mesa    | LONEOS                       | —         | MPC                           |
| 387651     | 2002 RG58  | 5 set 2002  | Anderson Mesa    | LONEOS                       | —         | MPC                           |
| 387652     | 2002 RH120 | 3 set 2002  | Campo Imperatore | CINEOS                       | —         | MPC                           |
| 387653     | 2002 RO135 | 10 set 2002 | Palomar          | NEAT                         | —         | MPC                           |
| 387654     | 2002 RV147 | 11 set 2002 | Palomar          | NEAT                         | —         | MPC                           |
| 387655     | 2002 RS159 | 12 set 2002 | Palomar          | NEAT                         | —         | MPC                           |
| 387656     | 2002 RZ189 | 14 set 2002 | Palomar          | NEAT                         | —         | MPC                           |
| 387657     | 2002 RG207 | 14 set 2002 | Palomar          | NEAT                         | —         | MPC                           |
| 387658     | 2002 RX220 | 15 set 2002 | Palomar          | NEAT                         | —         | MPC                           |
| 387659     | 2002 RD233 | 15 set 2002 | Palomar          | R. Matson                    | —         | MPC                           |
| 387660     | 2002 RF236 | 9 set 2002  | Palomar          | R. Matson                    | —         | MPC                           |
| 387661     | 2002 RS240 | 10 set 2002 | Haleakalā        | A. Lowe                      | —         | MPC                           |
| 387662     | 2002 RK254 | 14 set 2002 | Palomar          | NEAT                         | —         | MPC                           |
| 387663     | 2002 RV259 | 12 set 2002 | Palomar          | NEAT                         | —         | MPC                           |
| 387664     | 2002 RW267 | 13 set 2002 | Palomar          | NEAT                         | —         | MPC                           |
| 387665     | 2002 RG270 | 14 set 2002 | Palomar          | NEAT                         | —         | MPC                           |
| 387666     | 2002 RK271 | 4 set 2002  | Palomar          | NEAT                         | —         | MPC                           |
| 387667     | 2002 RB282 | 15 set 2002 | Palomar          | NEAT                         | —         | MPC                           |
| 387668     | 2002 SZ    | 26 set 2002 | Palomar          | NEAT                         | —         | MPC                           |
| 387669     | 2002 SZ26  | 11 ago 2002 | Socorro          | LINEAR                       | —         | MPC                           |
| 387670     | 2002 SL28  | 30 set 2002 | Ondřejov         | P. Pravec                    | —         | MPC                           |
| 387671     | 2002 SU33  | 28 set 2002 | Haleakala        | NEAT                         | —         | MPC                           |
| 387672     | 2002 SC43  | 28 set 2002 | Haleakala        | NEAT                         | —         | MPC                           |
| 387673     | 2002 SB44  | 29 set 2002 | Haleakala        | NEAT                         | —         | MPC                           |
| 387674     | 2002 SP67  | 16 set 2002 | Palomar          | NEAT                         | —         | MPC                           |
| 387675     | 2002 TO2   | 1 out 2002  | Anderson Mesa    | LONEOS                       | —         | MPC                           |
| 387676     | 2002 TG63  | 3 out 2002  | Campo Imperatore | CINEOS                       | —         | MPC                           |
| 387677     | 2002 TB87  | 3 out 2002  | Socorro          | LINEAR                       | —         | MPC                           |
| 387678     | 2002 TK87  | 3 out 2002  | Socorro          | LINEAR                       | —         | MPC                           |
| 387679     | 2002 TF88  | 3 out 2002  | Palomar          | NEAT                         | —         | MPC                           |
| 387680     | 2002 TS129 | 4 out 2002  | Palomar          | NEAT                         | —         | MPC                           |
| 387681     | 2002 TP135 | 4 out 2002  | Socorro          | LINEAR                       | —         | MPC                           |
| 387682     | 2002 TY161 | 5 out 2002  | Palomar          | NEAT                         | Juno      | MPC                           |
| 387683     | 2002 TH178 | 12 out 2002 | Socorro          | LINEAR                       | —         | MPC                           |
| 387684     | 2002 TO270 | 9 out 2002  | Socorro          | LINEAR                       | —         | MPC                           |
| 387685     | 2002 TU303 | 4 out 2002  | Apache Point     | SDSS                         | —         | MPC                           |
| 387686     | 2002 TK308 | 4 out 2002  | Apache Point     | SDSS                         | —         | MPC                           |
| 387687     | 2002 TW309 | 4 out 2002  | Apache Point     | SDSS                         | —         | MPC                           |
| 387688     | 2002 TP339 | 5 out 2002  | Apache Point     | SDSS                         | —         | MPC                           |
| 387689     | 2002 TB379 | 5 out 2002  | Palomar          | NEAT                         | —         | MPC                           |
| 387690     | 2002 UD    | 18 out 2002 | Palomar          | NEAT                         | —         | MPC                           |
| 387691     | 2002 UV1   | 28 out 2002 | Nogales          | C. W. Juels, P. R. Holvorcem | —         | MPC                           |
| 387692     | 2002 UK16  | 30 out 2002 | Palomar          | NEAT                         | —         | MPC                           |
| 387693     | 2002 UT21  | 30 out 2002 | Palomar          | NEAT                         | —         | MPC                           |
| 387694     | 2002 UL30  | 30 out 2002 | Kitt Peak        | Spacewatch                   | —         | MPC                           |
| 387695     | 2002 UT74  | 30 out 2002 | Palomar          | NEAT                         | —         | MPC                           |
| 387696     | 2002 VU9   | 1 nov 2002  | Palomar          | NEAT                         | —         | MPC                           |
| 387697     | 2002 VG53  | 6 nov 2002  | Socorro          | LINEAR                       | —         | MPC                           |
| 387698     | 2002 VG100 | 11 nov 2002 | Socorro          | LINEAR                       | —         | MPC                           |
| 387699     | 2002 VA128 | 13 nov 2002 | Socorro          | LINEAR                       | Juno      | MPC                           |
| 387700     | 2002 VE129 | 5 nov 2002  | Kitt Peak        | Spacewatch                   | —         | MPC                           |

## 387701–387800
| Designação | Designação | Descoberta  | Descoberta       | Descobridor(es) | Categoria | Mais informações / Referência |
| Permanente | Provisória | Data        | Local            | Descobridor(es) | Categoria | Mais informações / Referência |
| ---------- | ---------- | ----------- | ---------------- | --------------- | --------- | ----------------------------- |
| 387701     | 2002 VB134 | 6 nov 2002  | Socorro          | LINEAR          | —         | MPC                           |
| 387702     | 2002 WH4   | 24 nov 2002 | Palomar          | NEAT            | —         | MPC                           |
| 387703     | 2002 WG27  | 23 nov 2002 | Palomar          | NEAT            | —         | MPC                           |
| 387704     | 2002 XZ61  | 11 dez 2002 | Socorro          | LINEAR          | Juno      | MPC                           |
| 387705     | 2002 XM119 | 10 dez 2002 | Palomar          | NEAT            | —         | MPC                           |
| 387706     | 2002 YY25  | 31 dez 2002 | Socorro          | LINEAR          | —         | MPC                           |
| 387707     | 2003 AB17  | 5 jan 2003  | Socorro          | LINEAR          | Juno      | MPC                           |
| 387708     | 2003 AW19  | 5 jan 2003  | Socorro          | LINEAR          | —         | MPC                           |
| 387709     | 2003 AJ71  | 10 jan 2003 | Palomar          | NEAT            | —         | MPC                           |
| 387710     | 2003 BY35  | 26 jan 2003 | Kitt Peak        | Spacewatch      | Brangane  | MPC                           |
| 387711     | 2003 BF54  | 27 jan 2003 | Palomar          | NEAT            | —         | MPC                           |
| 387712     | 2003 BZ57  | 27 jan 2003 | Socorro          | LINEAR          | —         | MPC                           |
| 387713     | 2003 BN59  | 27 jan 2003 | Anderson Mesa    | LONEOS          | —         | MPC                           |
| 387714     | 2003 BL84  | 30 jan 2003 | Anderson Mesa    | LONEOS          | —         | MPC                           |
| 387715     | 2003 BG92  | 26 jan 2003 | Anderson Mesa    | LONEOS          | —         | MPC                           |
| 387716     | 2003 CC14  | 6 fev 2003  | Kitt Peak        | Spacewatch      | —         | MPC                           |
| 387717     | 2003 DN4   | 22 fev 2003 | Desert Eagle     | W. K. Y. Yeung  | —         | MPC                           |
| 387718     | 2003 DX5   | 21 fev 2003 | Palomar          | NEAT            | —         | MPC                           |
| 387719     | 2003 DN20  | 22 fev 2003 | Palomar          | NEAT            | —         | MPC                           |
| 387720     | 2003 DW24  | 17 out 1998 | Kitt Peak        | Spacewatch      | —         | MPC                           |
| 387721     | 2003 EP1   | 27 jan 2003 | Socorro          | LINEAR          | —         | MPC                           |
| 387722     | 2003 EL2   | 5 mar 2003  | Socorro          | LINEAR          | —         | MPC                           |
| 387723     | 2003 ES6   | 6 mar 2003  | Anderson Mesa    | LONEOS          | —         | MPC                           |
| 387724     | 2003 FC8   | 30 mar 2003 | Socorro          | LINEAR          | Juno      | MPC                           |
| 387725     | 2003 FM10  | 23 mar 2003 | Kitt Peak        | Spacewatch      | Mitidika  | MPC                           |
| 387726     | 2003 FP19  | 25 mar 2003 | Palomar          | NEAT            | —         | MPC                           |
| 387727     | 2003 FQ23  | 23 mar 2003 | Kitt Peak        | Spacewatch      | —         | MPC                           |
| 387728     | 2003 FB26  | 24 mar 2003 | Kitt Peak        | Spacewatch      | —         | MPC                           |
| 387729     | 2003 FS40  | 10 mar 2003 | Kitt Peak        | Spacewatch      | —         | MPC                           |
| 387730     | 2003 FF42  | 31 mar 2003 | Wrightwood       | J. W. Young     | —         | MPC                           |
| 387731     | 2003 FT76  | 27 mar 2003 | Palomar          | NEAT            | —         | MPC                           |
| 387732     | 2003 FJ123 | 27 mar 2003 | Kitt Peak        | Spacewatch      | —         | MPC                           |
| 387733     | 2003 GS    | 4 abr 2003  | Anderson Mesa    | LONEOS          | —         | MPC                           |
| 387734     | 2003 GV4   | 1 abr 2003  | Socorro          | LINEAR          | —         | MPC                           |
| 387735     | 2003 GZ8   | 31 mar 2003 | Catalina         | CSS             | —         | MPC                           |
| 387736     | 2003 GR11  | 1 abr 2003  | Kitt Peak        | Spacewatch      | —         | MPC                           |
| 387737     | 2003 GP26  | 4 abr 2003  | Kitt Peak        | Spacewatch      | —         | MPC                           |
| 387738     | 2003 GW28  | 4 abr 2003  | Kitt Peak        | Spacewatch      | —         | MPC                           |
| 387739     | 2003 GJ56  | 4 abr 2003  | Kitt Peak        | Spacewatch      | —         | MPC                           |
| 387740     | 2003 GK57  | 11 abr 2003 | Kitt Peak        | Spacewatch      | —         | MPC                           |
| 387741     | 2003 HU5   | 24 abr 2003 | Kitt Peak        | Spacewatch      | —         | MPC                           |
| 387742     | 2003 HT16  | 24 abr 2003 | Anderson Mesa    | LONEOS          | —         | MPC                           |
| 387743     | 2003 HV35  | 27 abr 2003 | Anderson Mesa    | LONEOS          | —         | MPC                           |
| 387744     | 2003 HW57  | 26 abr 2003 | Campo Imperatore | CINEOS          | —         | MPC                           |
| 387745     | 2003 JS6   | 1 mai 2003  | Kitt Peak        | Spacewatch      | —         | MPC                           |
| 387746     | 2003 MH4   | 26 jun 2003 | Socorro          | LINEAR          | —         | MPC                           |
| 387747     | 2003 NF11  | 3 jul 2003  | Kitt Peak        | Spacewatch      | —         | MPC                           |
| 387748     | 2003 ON18  | 25 jul 2003 | Socorro          | LINEAR          | —         | MPC                           |
| 387749     | 2003 OF26  | 24 jul 2003 | Palomar          | NEAT            | —         | MPC                           |
| 387750     | 2003 QC44  | 22 ago 2003 | Haleakala        | NEAT            | —         | MPC                           |
| 387751     | 2003 QK61  | 23 ago 2003 | Socorro          | LINEAR          | —         | MPC                           |
| 387752     | 2003 SE22  | 16 set 2003 | Palomar          | NEAT            | —         | MPC                           |
| 387753     | 2003 SF32  | 17 set 2003 | Palomar          | NEAT            | —         | MPC                           |
| 387754     | 2003 SZ37  | 16 set 2003 | Palomar          | NEAT            | —         | MPC                           |
| 387755     | 2003 SJ47  | 16 set 2003 | Anderson Mesa    | LONEOS          | —         | MPC                           |
| 387756     | 2003 SC59  | 17 set 2003 | Anderson Mesa    | LONEOS          | —         | MPC                           |
| 387757     | 2003 SR68  | 17 set 2003 | Kitt Peak        | Spacewatch      | —         | MPC                           |
| 387758     | 2003 SX72  | 18 set 2003 | Kitt Peak        | Spacewatch      | —         | MPC                           |
| 387759     | 2003 SU95  | 19 set 2003 | Palomar          | NEAT            | —         | MPC                           |
| 387760     | 2003 SF126 | 19 set 2003 | Mount Graham     | VATT            | —         | MPC                           |
| 387761     | 2003 SH130 | 19 set 2003 | Palomar          | NEAT            | —         | MPC                           |
| 387762     | 2003 SQ177 | 18 set 2003 | Palomar          | NEAT            | —         | MPC                           |
| 387763     | 2003 SH181 | 20 set 2003 | Haleakala        | NEAT            | —         | MPC                           |
| 387764     | 2003 SF242 | 27 set 2003 | Kitt Peak        | Spacewatch      | —         | MPC                           |
| 387765     | 2003 SO321 | 21 set 2003 | Kitt Peak        | Spacewatch      | —         | MPC                           |
| 387766     | 2003 SL329 | 22 set 2003 | Anderson Mesa    | LONEOS          | —         | MPC                           |
| 387767     | 2003 SM330 | 26 set 2003 | Apache Point     | SDSS            | —         | MPC                           |
| 387768     | 2003 SJ386 | 26 set 2003 | Apache Point     | SDSS            | —         | MPC                           |
| 387769     | 2003 SK394 | 26 set 2003 | Apache Point     | SDSS            | —         | MPC                           |
| 387770     | 2003 SC433 | 22 set 2003 | Kitt Peak        | Spacewatch      | —         | MPC                           |
| 387771     | 2003 TJ27  | 1 out 2003  | Kitt Peak        | Spacewatch      | —         | MPC                           |
| 387772     | 2003 TU38  | 20 set 2003 | Kitt Peak        | Spacewatch      | —         | MPC                           |
| 387773     | 2003 TF51  | 29 set 2003 | Anderson Mesa    | LONEOS          | —         | MPC                           |
| 387774     | 2003 TM57  | 5 out 2003  | Haleakala        | NEAT            | —         | MPC                           |
| 387775     | 2003 UJ28  | 17 out 2003 | Kitt Peak        | Spacewatch      | —         | MPC                           |
| 387776     | 2003 UM29  | 24 out 2003 | Socorro          | LINEAR          | —         | MPC                           |
| 387777     | 2003 UK44  | 18 out 2003 | Kitt Peak        | Spacewatch      | —         | MPC                           |
| 387778     | 2003 UG52  | 18 out 2003 | Palomar          | NEAT            | —         | MPC                           |
| 387779     | 2003 UA91  | 20 out 2003 | Socorro          | LINEAR          | —         | MPC                           |
| 387780     | 2003 UR93  | 18 out 2003 | Kitt Peak        | Spacewatch      | —         | MPC                           |
| 387781     | 2003 UH118 | 21 set 2003 | Kitt Peak        | Spacewatch      | —         | MPC                           |
| 387782     | 2003 UU202 | 21 out 2003 | Palomar          | NEAT            | —         | MPC                           |
| 387783     | 2003 UY249 | 25 out 2003 | Socorro          | LINEAR          | —         | MPC                           |
| 387784     | 2003 UE297 | 16 out 2003 | Kitt Peak        | Spacewatch      | —         | MPC                           |
| 387785     | 2003 UW298 | 28 set 2003 | Anderson Mesa    | LONEOS          | —         | MPC                           |
| 387786     | 2003 UZ306 | 28 set 2003 | Kitt Peak        | Spacewatch      | —         | MPC                           |
| 387787     | 2003 UA315 | 23 out 2003 | Kitt Peak        | M. W. Buie      | —         | MPC                           |
| 387788     | 2003 UV347 | 19 out 2003 | Apache Point     | SDSS            | —         | MPC                           |
| 387789     | 2003 UA351 | 19 out 2003 | Apache Point     | SDSS            | —         | MPC                           |
| 387790     | 2003 UY362 | 28 set 2003 | Anderson Mesa    | LONEOS          | —         | MPC                           |
| 387791     | 2003 UW377 | 18 set 2003 | Kitt Peak        | Spacewatch      | —         | MPC                           |
| 387792     | 2003 WP15  | 19 out 2003 | Kitt Peak        | Spacewatch      | —         | MPC                           |
| 387793     | 2003 WL25  | 20 nov 2003 | Socorro          | LINEAR          | —         | MPC                           |
| 387794     | 2003 WB94  | 19 nov 2003 | Anderson Mesa    | LONEOS          | —         | MPC                           |
| 387795     | 2003 WW95  | 20 out 2003 | Kitt Peak        | Spacewatch      | —         | MPC                           |
| 387796     | 2003 WT129 | 21 nov 2003 | Palomar          | NEAT            | —         | MPC                           |
| 387797     | 2003 WY130 | 21 nov 2003 | Kitt Peak        | Spacewatch      | Maria     | MPC                           |
| 387798     | 2003 WZ194 | 19 nov 2003 | Kitt Peak        | Spacewatch      | —         | MPC                           |
| 387799     | 2003 YK15  | 17 dez 2003 | Socorro          | LINEAR          | —         | MPC                           |
| 387800     | 2003 YA182 | 19 dez 2003 | Kitt Peak        | Spacewatch      | —         | MPC                           |

## 387801–387900
| Designação | Designação | Descoberta  | Descoberta       | Descobridor(es) | Categoria | Mais informações / Referência |
| Permanente | Provisória | Data        | Local            | Descobridor(es) | Categoria | Mais informações / Referência |
| ---------- | ---------- | ----------- | ---------------- | --------------- | --------- | ----------------------------- |
| 387801     | 2004 BQ58  | 23 jan 2004 | Socorro          | LINEAR          | —         | MPC                           |
| 387802     | 2004 BO127 | 16 jan 2004 | Kitt Peak        | Spacewatch      | —         | MPC                           |
| 387803     | 2004 CV25  | 11 fev 2004 | Kitt Peak        | Spacewatch      | —         | MPC                           |
| 387804     | 2004 CA54  | 11 fev 2004 | Kitt Peak        | Spacewatch      | —         | MPC                           |
| 387805     | 2004 DY58  | 23 fev 2004 | Socorro          | LINEAR          | —         | MPC                           |
| 387806     | 2004 DN65  | 22 fev 2004 | Kitt Peak        | M. W. Buie      | Hector    | MPC                           |
| 387807     | 2004 EM9   | 14 mar 2004 | Socorro          | LINEAR          | —         | MPC                           |
| 387808     | 2004 EX10  | 15 mar 2004 | Desert Eagle     | W. K. Y. Yeung  | —         | MPC                           |
| 387809     | 2004 EB12  | 16 fev 2004 | Kitt Peak        | Spacewatch      | —         | MPC                           |
| 387810     | 2004 EW16  | 12 mar 2004 | Palomar          | NEAT            | —         | MPC                           |
| 387811     | 2004 EH46  | 15 mar 2004 | Socorro          | LINEAR          | —         | MPC                           |
| 387812     | 2004 EE49  | 15 mar 2004 | Kitt Peak        | Spacewatch      | Brangane  | MPC                           |
| 387813     | 2004 EL113 | 27 jan 2004 | Kitt Peak        | Spacewatch      | —         | MPC                           |
| 387814     | 2004 FK1   | 16 mar 2004 | Socorro          | LINEAR          | —         | MPC                           |
| 387815     | 2004 FR5   | 19 mar 2004 | Palomar          | NEAT            | —         | MPC                           |
| 387816     | 2004 FM17  | 26 mar 2004 | Socorro          | LINEAR          | —         | MPC                           |
| 387817     | 2004 FK22  | 16 mar 2004 | Siding Spring    | SSS             | —         | MPC                           |
| 387818     | 2004 FA27  | 17 mar 2004 | Kitt Peak        | Spacewatch      | —         | MPC                           |
| 387819     | 2004 FH69  | 16 mar 2004 | Kitt Peak        | Spacewatch      | —         | MPC                           |
| 387820     | 2004 FC77  | 18 mar 2004 | Socorro          | LINEAR          | —         | MPC                           |
| 387821     | 2004 FM84  | 18 mar 2004 | Catalina         | CSS             | —         | MPC                           |
| 387822     | 2004 FH119 | 23 mar 2004 | Kitt Peak        | Spacewatch      | —         | MPC                           |
| 387823     | 2004 GU7   | 12 abr 2004 | Anderson Mesa    | LONEOS          | —         | MPC                           |
| 387824     | 2004 GZ13  | 13 abr 2004 | Catalina         | CSS             | —         | MPC                           |
| 387825     | 2004 GY16  | 10 abr 2004 | Palomar          | NEAT            | —         | MPC                           |
| 387826     | 2004 GD39  | 15 abr 2004 | Palomar          | NEAT            | —         | MPC                           |
| 387827     | 2004 GA40  | 12 abr 2004 | Palomar          | NEAT            | Juno      | MPC                           |
| 387828     | 2004 GH49  | 12 abr 2004 | Kitt Peak        | Spacewatch      | —         | MPC                           |
| 387829     | 2004 GE50  | 12 abr 2004 | Kitt Peak        | Spacewatch      | —         | MPC                           |
| 387830     | 2004 GA85  | 14 abr 2004 | Kitt Peak        | Spacewatch      | —         | MPC                           |
| 387831     | 2004 HR8   | 16 abr 2004 | Socorro          | LINEAR          | —         | MPC                           |
| 387832     | 2004 HN11  | 19 abr 2004 | Socorro          | LINEAR          | —         | MPC                           |
| 387833     | 2004 HE13  | 16 abr 2004 | Kitt Peak        | Spacewatch      | —         | MPC                           |
| 387834     | 2004 HJ24  | 16 abr 2004 | Socorro          | LINEAR          | —         | MPC                           |
| 387835     | 2004 HK53  | 25 abr 2004 | Kitt Peak        | Spacewatch      | —         | MPC                           |
| 387836     | 2004 HZ53  | 20 abr 2004 | Catalina         | CSS             | —         | MPC                           |
| 387837     | 2004 JJ6   | 9 mai 2004  | Kitt Peak        | Spacewatch      | —         | MPC                           |
| 387838     | 2004 JU26  | 30 abr 2004 | Kitt Peak        | Spacewatch      | —         | MPC                           |
| 387839     | 2004 KP11  | 20 mai 2004 | Kitt Peak        | Spacewatch      | —         | MPC                           |
| 387840     | 2004 KR12  | 22 mai 2004 | Catalina         | CSS             | —         | MPC                           |
| 387841     | 2004 LD    | 8 jun 2004  | Socorro          | LINEAR          | —         | MPC                           |
| 387842     | 2004 LP21  | 12 jun 2004 | Socorro          | LINEAR          | —         | MPC                           |
| 387843     | 2004 ND    | 6 jul 2004  | Campo Imperatore | CINEOS          | —         | MPC                           |
| 387844     | 2004 NU19  | 14 jul 2004 | Socorro          | LINEAR          | —         | MPC                           |
| 387845     | 2004 NE25  | 15 jul 2004 | Socorro          | LINEAR          | —         | MPC                           |
| 387846     | 2004 OG3   | 16 jul 2004 | Socorro          | LINEAR          | —         | MPC                           |
| 387847     | 2004 OT8   | 17 jul 2004 | Socorro          | LINEAR          | —         | MPC                           |
| 387848     | 2004 OR10  | 22 jul 2004 | Siding Spring    | SSS             | —         | MPC                           |
| 387849     | 2004 PS1   | 6 ago 2004  | Reedy Creek      | J. Broughton    | —         | MPC                           |
| 387850     | 2004 PS10  | 7 ago 2004  | Palomar          | NEAT            | Phocaea   | MPC                           |
| 387851     | 2004 PS28  | 6 ago 2004  | Palomar          | NEAT            | —         | MPC                           |
| 387852     | 2004 PN55  | 8 ago 2004  | Anderson Mesa    | LONEOS          | —         | MPC                           |
| 387853     | 2004 PR56  | 9 ago 2004  | Socorro          | LINEAR          | —         | MPC                           |
| 387854     | 2004 PH76  | 9 ago 2004  | Anderson Mesa    | LONEOS          | —         | MPC                           |
| 387855     | 2004 PW76  | 9 ago 2004  | Socorro          | LINEAR          | —         | MPC                           |
| 387856     | 2004 PU97  | 14 ago 2004 | Reedy Creek      | J. Broughton    | —         | MPC                           |
| 387857     | 2004 QA10  | 21 ago 2004 | Siding Spring    | SSS             | —         | MPC                           |
| 387858     | 2004 QX13  | 24 ago 2004 | Socorro          | LINEAR          | —         | MPC                           |
| 387859     | 2004 QX16  | 23 ago 2004 | Mayhill          | R. Hutsebaut    | —         | MPC                           |
| 387860     | 2004 RH5   | 4 set 2004  | Palomar          | NEAT            | —         | MPC                           |
| 387861     | 2004 RJ24  | 8 set 2004  | Socorro          | LINEAR          | —         | MPC                           |
| 387862     | 2004 RC66  | 8 set 2004  | Socorro          | LINEAR          | —         | MPC                           |
| 387863     | 2004 RW74  | 19 ago 2004 | Siding Spring    | SSS             | —         | MPC                           |
| 387864     | 2004 RK82  | 9 set 2004  | Socorro          | LINEAR          | —         | MPC                           |
| 387865     | 2004 RE91  | 8 set 2004  | Socorro          | LINEAR          | —         | MPC                           |
| 387866     | 2004 RH106 | 8 set 2004  | Palomar          | NEAT            | —         | MPC                           |
| 387867     | 2004 RY128 | 7 set 2004  | Kitt Peak        | Spacewatch      | —         | MPC                           |
| 387868     | 2004 RA166 | 6 set 2004  | Siding Spring    | SSS             | —         | MPC                           |
| 387869     | 2004 RK174 | 10 set 2004 | Socorro          | LINEAR          | —         | MPC                           |
| 387870     | 2004 RA197 | 10 set 2004 | Socorro          | LINEAR          | —         | MPC                           |
| 387871     | 2004 RD252 | 15 set 2004 | Socorro          | LINEAR          | —         | MPC                           |
| 387872     | 2004 RF309 | 13 set 2004 | Kitt Peak        | Spacewatch      | —         | MPC                           |
| 387873     | 2004 RC325 | 13 set 2004 | Socorro          | LINEAR          | —         | MPC                           |
| 387874     | 2004 RR325 | 13 set 2004 | Socorro          | LINEAR          | —         | MPC                           |
| 387875     | 2004 RO329 | 15 set 2004 | Socorro          | LINEAR          | Juno      | MPC                           |
| 387876     | 2004 RX336 | 15 set 2004 | Kitt Peak        | Spacewatch      | —         | MPC                           |
| 387877     | 2004 RZ337 | 15 set 2004 | Kitt Peak        | Spacewatch      | —         | MPC                           |
| 387878     | 2004 RB347 | 14 set 2004 | Socorro          | LINEAR          | —         | MPC                           |
| 387879     | 2004 SL10  | 16 set 2004 | Siding Spring    | SSS             | —         | MPC                           |
| 387880     | 2004 TU4   | 4 out 2004  | Kitt Peak        | Spacewatch      | —         | MPC                           |
| 387881     | 2004 TA7   | 5 out 2004  | Socorro          | LINEAR          | —         | MPC                           |
| 387882     | 2004 TO13  | 9 out 2004  | Socorro          | LINEAR          | Juno      | MPC                           |
| 387883     | 2004 TG15  | 8 out 2004  | Kitt Peak        | Spacewatch      | —         | MPC                           |
| 387884     | 2004 TR43  | 4 out 2004  | Kitt Peak        | Spacewatch      | —         | MPC                           |
| 387885     | 2004 TJ67  | 5 out 2004  | Anderson Mesa    | LONEOS          | —         | MPC                           |
| 387886     | 2004 TZ68  | 5 out 2004  | Anderson Mesa    | LONEOS          | —         | MPC                           |
| 387887     | 2004 TK80  | 5 out 2004  | Kitt Peak        | Spacewatch      | —         | MPC                           |
| 387888     | 2004 TK83  | 5 out 2004  | Kitt Peak        | Spacewatch      | —         | MPC                           |
| 387889     | 2004 TT107 | 7 out 2004  | Kitt Peak        | Spacewatch      | Mitidika  | MPC                           |
| 387890     | 2004 TJ115 | 4 out 2004  | Kitt Peak        | Spacewatch      | —         | MPC                           |
| 387891     | 2004 TO124 | 7 out 2004  | Socorro          | LINEAR          | —         | MPC                           |
| 387892     | 2004 TV149 | 6 out 2004  | Kitt Peak        | Spacewatch      | —         | MPC                           |
| 387893     | 2004 TN180 | 7 out 2004  | Kitt Peak        | Spacewatch      | Mitidika  | MPC                           |
| 387894     | 2004 TA194 | 7 out 2004  | Kitt Peak        | Spacewatch      | —         | MPC                           |
| 387895     | 2004 TU198 | 7 out 2004  | Kitt Peak        | Spacewatch      | —         | MPC                           |
| 387896     | 2004 TK245 | 7 out 2004  | Kitt Peak        | Spacewatch      | —         | MPC                           |
| 387897     | 2004 TR272 | 9 out 2004  | Kitt Peak        | Spacewatch      | —         | MPC                           |
| 387898     | 2004 TM336 | 10 out 2004 | Kitt Peak        | Spacewatch      | —         | MPC                           |
| 387899     | 2004 VB59  | 9 nov 2004  | Catalina         | CSS             | —         | MPC                           |
| 387900     | 2004 VB74  | 12 nov 2004 | Catalina         | CSS             | —         | MPC                           |

## 387901–388000
| Designação | Designação | Descoberta  | Descoberta       | Descobridor(es)     | Categoria | Mais informações / Referência |
| Permanente | Provisória | Data        | Local            | Descobridor(es)     | Categoria | Mais informações / Referência |
| ---------- | ---------- | ----------- | ---------------- | ------------------- | --------- | ----------------------------- |
| 387901     | 2004 VA79  | 3 nov 2004  | Kitt Peak        | Spacewatch          | Juno      | MPC                           |
| 387902     | 2004 VZ82  | 10 nov 2004 | Kitt Peak        | Spacewatch          | —         | MPC                           |
| 387903     | 2004 VJ88  | 11 nov 2004 | Kitt Peak        | Spacewatch          | —         | MPC                           |
| 387904     | 2004 VW93  | 10 nov 2004 | Kitt Peak        | Spacewatch          | —         | MPC                           |
| 387905     | 2004 WY1   | 17 nov 2004 | Campo Imperatore | CINEOS              | —         | MPC                           |
| 387906     | 2004 XQ    | 1 dez 2004  | Palomar          | NEAT                | Phocaea   | MPC                           |
| 387907     | 2004 XP26  | 10 dez 2004 | Kitt Peak        | Spacewatch          | —         | MPC                           |
| 387908     | 2004 XE49  | 11 dez 2004 | Socorro          | LINEAR              | —         | MPC                           |
| 387909     | 2004 XK49  | 12 dez 2004 | Campo Imperatore | CINEOS              | —         | MPC                           |
| 387910     | 2004 XE54  | 10 dez 2004 | Kitt Peak        | Spacewatch          | —         | MPC                           |
| 387911     | 2004 XN85  | 12 dez 2004 | Kitt Peak        | Spacewatch          | —         | MPC                           |
| 387912     | 2004 XX105 | 11 dez 2004 | Socorro          | LINEAR              | —         | MPC                           |
| 387913     | 2004 XL122 | 2 dez 2004  | Anderson Mesa    | LONEOS              | —         | MPC                           |
| 387914     | 2004 XV128 | 14 dez 2004 | Socorro          | LINEAR              | —         | MPC                           |
| 387915     | 2004 XS162 | 15 dez 2004 | Socorro          | LINEAR              | Eos       | MPC                           |
| 387916     | 2004 YU17  | 18 dez 2004 | Mount Lemmon     | Mount Lemmon Survey | —         | MPC                           |
| 387917     | 2004 YH22  | 18 dez 2004 | Mount Lemmon     | Mount Lemmon Survey | Eos       | MPC                           |
| 387918     | 2004 YD27  | 20 dez 2004 | Mount Lemmon     | Mount Lemmon Survey | —         | MPC                           |
| 387919     | 2004 YT32  | 31 dez 2004 | Junk Bond        | Junk Bond Obs.      | —         | MPC                           |
| 387920     | 2005 AJ35  | 18 dez 2004 | Socorro          | LINEAR              | —         | MPC                           |
| 387921     | 2005 AU51  | 13 jan 2005 | Catalina         | CSS                 | —         | MPC                           |
| 387922     | 2005 AO81  | 15 jan 2005 | Socorro          | LINEAR              | —         | MPC                           |
| 387923     | 2005 BQ16  | 16 jan 2005 | Socorro          | LINEAR              | —         | MPC                           |
| 387924     | 2005 BD22  | 16 jan 2005 | Kitt Peak        | Spacewatch          | —         | MPC                           |
| 387925     | 2005 BU27  | 17 jan 2005 | Socorro          | LINEAR              | —         | MPC                           |
| 387926     | 2005 CQ2   | 1 fev 2005  | Catalina         | CSS                 | —         | MPC                           |
| 387927     | 2005 CU2   | 1 fev 2005  | Kitt Peak        | Spacewatch          | —         | MPC                           |
| 387928     | 2005 CM18  | 2 fev 2005  | Catalina         | CSS                 | —         | MPC                           |
| 387929     | 2005 CE29  | 1 fev 2005  | Kitt Peak        | Spacewatch          | —         | MPC                           |
| 387930     | 2005 CN29  | 1 fev 2005  | Kitt Peak        | Spacewatch          | —         | MPC                           |
| 387931     | 2005 CX30  | 1 fev 2005  | Kitt Peak        | Spacewatch          | —         | MPC                           |
| 387932     | 2005 CQ32  | 2 fev 2005  | Kitt Peak        | Spacewatch          | —         | MPC                           |
| 387933     | 2005 CD34  | 13 jan 2005 | Kitt Peak        | Spacewatch          | —         | MPC                           |
| 387934     | 2005 CV37  | 6 fev 2005  | Gnosca           | S. Sposetti         | —         | MPC                           |
| 387935     | 2005 CG71  | 1 fev 2005  | Kitt Peak        | Spacewatch          | —         | MPC                           |
| 387936     | 2005 EC31  | 1 mar 2005  | Kitt Peak        | Spacewatch          | —         | MPC                           |
| 387937     | 2005 EP44  | 3 mar 2005  | Kitt Peak        | Spacewatch          | —         | MPC                           |
| 387938     | 2005 EG47  | 3 mar 2005  | Kitt Peak        | Spacewatch          | —         | MPC                           |
| 387939     | 2005 EO47  | 3 mar 2005  | Kitt Peak        | Spacewatch          | —         | MPC                           |
| 387940     | 2005 EL53  | 4 mar 2005  | Kitt Peak        | Spacewatch          | —         | MPC                           |
| 387941     | 2005 EE66  | 4 mar 2005  | Catalina         | CSS                 | —         | MPC                           |
| 387942     | 2005 EL78  | 18 jan 2005 | Catalina         | CSS                 | —         | MPC                           |
| 387943     | 2005 EM138 | 9 mar 2005  | Socorro          | LINEAR              | —         | MPC                           |
| 387944     | 2005 ER140 | 10 mar 2005 | Mount Lemmon     | Mount Lemmon Survey | —         | MPC                           |
| 387945     | 2005 EU148 | 10 mar 2005 | Kitt Peak        | Spacewatch          | —         | MPC                           |
| 387946     | 2005 EU175 | 8 mar 2005  | Anderson Mesa    | LONEOS              | —         | MPC                           |
| 387947     | 2005 EO179 | 9 mar 2005  | Kitt Peak        | Spacewatch          | —         | MPC                           |
| 387948     | 2005 ED181 | 9 mar 2005  | Catalina         | CSS                 | —         | MPC                           |
| 387949     | 2005 EN231 | 10 mar 2005 | Mount Lemmon     | Mount Lemmon Survey | Eos       | MPC                           |
| 387950     | 2005 EL237 | 3 mar 2005  | Kitt Peak        | Spacewatch          | —         | MPC                           |
| 387951     | 2005 EF240 | 11 mar 2005 | Kitt Peak        | Spacewatch          | —         | MPC                           |
| 387952     | 2005 ER242 | 11 mar 2005 | Catalina         | CSS                 | —         | MPC                           |
| 387953     | 2005 EP327 | 1 mar 2005  | Kitt Peak        | Spacewatch          | —         | MPC                           |
| 387954     | 2005 GE15  | 4 mar 2005  | Mount Lemmon     | Mount Lemmon Survey | —         | MPC                           |
| 387955     | 2005 GC30  | 4 abr 2005  | Catalina         | CSS                 | —         | MPC                           |
| 387956     | 2005 GH48  | 5 abr 2005  | Mount Lemmon     | Mount Lemmon Survey | —         | MPC                           |
| 387957     | 2005 GU57  | 6 abr 2005  | Mount Lemmon     | Mount Lemmon Survey | —         | MPC                           |
| 387958     | 2005 GX63  | 2 abr 2005  | Catalina         | CSS                 | —         | MPC                           |
| 387959     | 2005 GN99  | 7 abr 2005  | Kitt Peak        | Spacewatch          | —         | MPC                           |
| 387960     | 2005 GV106 | 10 abr 2005 | Mount Lemmon     | Mount Lemmon Survey | —         | MPC                           |
| 387961     | 2005 GB109 | 14 mar 2005 | Mount Lemmon     | Mount Lemmon Survey | —         | MPC                           |
| 387962     | 2005 GQ136 | 10 abr 2005 | Kitt Peak        | Spacewatch          | —         | MPC                           |
| 387963     | 2005 GJ141 | 13 abr 2005 | Catalina         | CSS                 | —         | MPC                           |
| 387964     | 2005 GX180 | 12 abr 2005 | Kitt Peak        | Spacewatch          | —         | MPC                           |
| 387965     | 2005 GL182 | 15 abr 2005 | Catalina         | CSS                 | —         | MPC                           |
| 387966     | 2005 GW222 | 10 abr 2005 | Kitt Peak        | Spacewatch          | —         | MPC                           |
| 387967     | 2005 HQ1   | 16 abr 2005 | Kitt Peak        | Spacewatch          | —         | MPC                           |
| 387968     | 2005 JL21  | 4 mai 2005  | Siding Spring    | SSS                 | —         | MPC                           |
| 387969     | 2005 JT23  | 3 mai 2005  | Kitt Peak        | Spacewatch          | —         | MPC                           |
| 387970     | 2005 JH33  | 4 mai 2005  | Mount Lemmon     | Mount Lemmon Survey | —         | MPC                           |
| 387971     | 2005 JU41  | 7 mai 2005  | Mount Lemmon     | Mount Lemmon Survey | —         | MPC                           |
| 387972     | 2005 JP50  | 4 mai 2005  | Kitt Peak        | Spacewatch          | —         | MPC                           |
| 387973     | 2005 JY150 | 3 mai 2005  | Kitt Peak        | Spacewatch          | —         | MPC                           |
| 387974     | 2005 JW170 | 10 mai 2005 | Cerro Tololo     | M. W. Buie          | —         | MPC                           |
| 387975     | 2005 LN6   | 4 jun 2005  | Catalina         | CSS                 | —         | MPC                           |
| 387976     | 2005 LM8   | 4 jun 2005  | Reedy Creek      | J. Broughton        | —         | MPC                           |
| 387977     | 2005 LW53  | 15 jun 2005 | Mount Lemmon     | Mount Lemmon Survey | —         | MPC                           |
| 387978     | 2005 MW44  | 27 jun 2005 | Kitt Peak        | Spacewatch          | —         | MPC                           |
| 387979     | 2005 NV    | 2 jul 2005  | Kitt Peak        | Spacewatch          | —         | MPC                           |
| 387980     | 2005 NZ26  | 5 jul 2005  | Mount Lemmon     | Mount Lemmon Survey | —         | MPC                           |
| 387981     | 2005 NQ30  | 15 jun 2005 | Mount Lemmon     | Mount Lemmon Survey | —         | MPC                           |
| 387982     | 2005 NQ41  | 4 jul 2005  | Mount Lemmon     | Mount Lemmon Survey | Brangane  | MPC                           |
| 387983     | 2005 NG44  | 7 jul 2005  | Kitt Peak        | Spacewatch          | —         | MPC                           |
| 387984     | 2005 ON29  | 31 jul 2005 | Mauna Kea        | P. A. Wiegert       | —         | MPC                           |
| 387985     | 2005 QH2   | 24 ago 2005 | Palomar          | NEAT                | —         | MPC                           |
| 387986     | 2005 QN15  | 25 ago 2005 | Palomar          | NEAT                | —         | MPC                           |
| 387987     | 2005 QD17  | 25 ago 2005 | Palomar          | NEAT                | —         | MPC                           |
| 387988     | 2005 QM40  | 26 ago 2005 | Palomar          | NEAT                | —         | MPC                           |
| 387989     | 2005 QP55  | 28 ago 2005 | Kitt Peak        | Spacewatch          | —         | MPC                           |
| 387990     | 2005 QY57  | 25 ago 2005 | Palomar          | NEAT                | —         | MPC                           |
| 387991     | 2005 QJ61  | 26 ago 2005 | Palomar          | NEAT                | —         | MPC                           |
| 387992     | 2005 QQ65  | 27 ago 2005 | Anderson Mesa    | LONEOS              | —         | MPC                           |
| 387993     | 2005 QA78  | 25 ago 2005 | Palomar          | NEAT                | —         | MPC                           |
| 387994     | 2005 QZ81  | 29 ago 2005 | Socorro          | LINEAR              | —         | MPC                           |
| 387995     | 2005 QT90  | 25 ago 2005 | Palomar          | NEAT                | —         | MPC                           |
| 387996     | 2005 QD99  | 27 ago 2005 | Palomar          | NEAT                | —         | MPC                           |
| 387997     | 2005 QJ105 | 27 ago 2005 | Palomar          | NEAT                | —         | MPC                           |
| 387998     | 2005 QZ106 | 27 ago 2005 | Palomar          | NEAT                | —         | MPC                           |
| 387999     | 2005 QO111 | 27 ago 2005 | Palomar          | NEAT                | —         | MPC                           |
| 388000     | 2005 QU118 | 28 ago 2005 | Kitt Peak        | Spacewatch          | —         | MPC                           |